# Cộng hòa Ireland
Ireland (phiên âm: "Ai-len"; phát âm tiếng Anh: /ˈaɪərlənd/ ⓘ; tiếng Ireland: Éire [ˈeːɾʲə] ⓘ), hay còn được gọi chi tiết là Cộng hòa Ireland (tiếng Ireland: Poblacht na hÉireann, tiếng Anh: Republic of Ireland), là một quốc gia ở tây bắc châu Âu, chiếm khoảng 5/6 diện tích đảo Ireland về phía nam. Thủ đô và thành phố lớn nhất Cộng hòa Ireland là Dublin, thành phố nằm trên phần phía đông của đảo, có dân số vùng đô thị chiếm khoảng một phần ba trong số 4,75 triệu dân toàn quốc. Quốc gia có chủ quyền này có biên giới trên bộ duy nhất với Bắc Ireland thuộc Vương quốc Liên hiệp Anh và Bắc Ireland. Bao quanh Cộng hòa Ireland là Đại Tây Dương, trong đó biển Celtic nằm về phía nam, eo biển Saint George nằm về phía đông nam, và biển Ireland nằm về phía đông. Đây là một nước cộng hòa nhất thể, theo thể chế nghị viện.
Nhà nước Tự do Ireland được hình thành vào năm 1922 do kết quả từ Hiệp định Anh-Ireland, khiến khoảng 5/6 diện tích đảo Ireland về phía nam tách ra và độc lập khỏi Vương quốc Liên hiệp Anh và Ireland. Ireland có vị thế quốc gia tự trị cho đến khi thông qua hiến pháp mới vào năm 1937, theo đó quốc hiệu là "Ireland" và thực tế trở thành một nước cộng hòa, có một tổng thống dân cử đóng vai trò là nguyên thủ quốc gia. Ireland chính thức được tuyên bố là một nước cộng hòa vào năm 1949. Ireland trở thành một thành viên của Liên Hợp Quốc vào tháng 12 năm 1955, gia nhập Cộng đồng Kinh tế châu Âu (EEC) vào năm 1973. Cộng hòa Ireland không có quan hệ chính thức với Bắc Ireland trong hầu hết thời gian của thế kỷ XX, song vào thập niên 1980 và 1990 hai chính phủ Anh Quốc và Ireland làm việc với các phái Bắc Ireland nhằm tìm giải pháp cho xung đột vũ trang tại Bắc Ireland. Kể từ khi ký kết Hiệp định Thứ Sáu Tốt lành vào năm 1998, chính phủ Ireland và cơ quan hành pháp Bắc Ireland hợp tác trong một số lĩnh vực chính sách trong khuôn khổ Hội đồng Bộ trưởng Bắc-Nam.
Ireland được xếp vào hàng 25 quốc gia thịnh vượng nhất thế giới theo GDP bình quân, và là quốc gia thịnh vượng thứ mười thế giới theo một xếp hạng vào năm 2015. Sau khi gia nhập EEC, Ireland ban hành một loạt chính sách kinh tế tự do, kết quả là tăng trưởng nhanh chóng. Quốc gia đạt được thịnh vượng đáng kể trong giai đoạn "Con hổ Celtic" 1995-2007. Giai đoạn này bị ngưng lại do khủng hoảng tài chính bắt đầu vào năm 2008, kết hợp với khủng hoảng kinh tế toàn cầu. Tuy nhiên, Ireland có nền kinh tế tăng trưởng nhanh nhất Liên minh châu Âu trong năm 2015, và nhanh chóng trở lại đứng hàng đầu trong các xếp hạng về của cải và phồn vinh quốc tế. Năm 2015, Ireland được xếp đồng hạng sáu (cùng Đức) theo chỉ số phát triển con người của Liên Hợp Quốc. Ireland cũng đạt thành tích tốt trong một số thước đo như tự do báo chí, tự do kinh tế và tự do dân sự. Ireland là một thành viên của Liên minh châu Âu và là thành viên sáng lập của Ủy hội châu Âu và OECD. Chính phủ Ireland theo chính sách trung lập về quân sự thông qua không liên kết, chính sách này có từ ngay trước Chiến tranh thế giới thứ hai, và Ireland sau đó không gia nhập NATO, song là một thành viên trong chương trình Quan hệ đối tác vì Hòa bình của NATO.

## Tên gọi
Tên gọi Ireland bắt nguồn từ tiếng Ireland cổ Eriu. Từ này lại có nguồn gốc từ tiếng Celt nguyên thủy *Iveriu (tương đương với Iwerddon trong tiếng Wales), nó cũng là nguồn gốc của từ Hibernia trong tiếng La Tinh. Iveriu bắt nguồn từ một gốc từ nghĩa là "béo, thịnh vượng."
Hiến pháp Ireland quy định rằng "tên nước là Éire, hoặc Ireland trong tiếng Anh, ". Theo luật thành văn Ireland, Cộng hòa Ireland (hay Poblacht na hÉireann) là "sự miêu tả quốc gia" song không phải là tên gọi chính thức. Miêu tả chính thức này được đề ra trong Đạo luật Cộng hòa Ireland 1948, theo đó chuyển những nhiệm vụ còn lại của quân chủ cho một tổng thống được bầu cử. Tuy nhiên, tên nước trong tiếng Anh vẫn là Ireland. Một thay đổi về tên nước cần phải có một sửa đổi hiến pháp. Tuy nhiên, tại Anh Quốc, Đạo luật Ireland 1949 quy định rằng Cộng hòa Ireland có thể được sử dụng để chỉ nhà nước Ireland.
Mặc dù ban đầu được chính phủ Anh Quốc chấp thuận, song tên gọi Ireland trở thành một nguồn gây tranh chấp giữa hai chính phủ Anh Quốc và Ireland. Những lo ngại này phát sinh do một bộ phận của đảo Ireland thuộc về Anh Quốc và do đó chính phủ Anh Quốc nhận định rằng tên gọi này không thích hợp. Trong một vụ tố tụng vào năm 1989, một đa số trong Tòa án Tối cao Ireland biểu thị quan điểm rằng nhà cầm quyền Ireland không cần phải thi hành trát dẫn độ khi nó đề cập đến quốc gia bằng một tên gọi khác ngoài Ireland (trong trường hợp này các trát đã sử dụng tên gọi Éire). Trong Hiệp định Thứ sáu Tốt lành 1998, chính phủ Ireland từ bỏ yêu sách quyền tài phán với toàn đảo Ireland. Sau hiệp định, Anh Quốc chấp thuận và sử dụng tên gọi Ireland.
Các thuật ngữ Republic of Ireland, the Republic, Southern Ireland hay the South thường được sử dụng khi cần thiết phải phân biệt quốc gia này với đảo hoặc khi thảo luận về Bắc Ireland (the North). Nhiều người Ireland theo chủ nghĩa cộng hòa, và những người khác phản đối phân chia đảo, tránh gọi là quốc gia là Ireland. Họ cho rằng điều đó củng cố phân chia và thúc đẩy nhận thức rằng 'Ireland' và 'tính chất Ireland' bị giới hạn trong nước cộng hòa. Thay vào đó, họ thường gọi quốc gia là "26 hạt" (còn Bắc Ireland là Sáu hạt) hoặc đôi khi là Quốc gia Tự do (ám chỉ quốc gia trước 1937).

## Lịch sử

### Phong trào tự quản
Từ khi Đạo luật Liên hiệp có hiệu lực vào ngày 1 tháng 1 năm 1801, cho đến ngày 6 tháng 12 năm 1922, đảo Ireland là bộ phận của Vương quốc Liên hiệp Anh và Ireland. Trong nạn đói lớn từ năm 1845 đến năm 1849, dân số đảo giảm 30% từ mức trên 8 triệu người. Trong đó, một triệu người Ireland thiệt mạng do thiếu ăn và/hoặc dịch bệnh và có thêm 1,5 triệu người khác di cư, hầu hết là đến Hoa Kỳ. Sự kiện này định ra mô hình xuất cư trong một thế kỷ sau, khiến dân số suy giảm liên tục cho đến thập niên 1960.
Từ năm 1874, và đặc biệt là dưới quyền Charles Stewart Parnell từ năm 1880, Đảng Nghị viện Ireland trở nên nổi bật. Trước tiên là thông qua kích động về ruộng đất với kết quả là cải cách ruộng đất cho người thuê, và thứ hai là thông qua các nỗ lực nhằm đạt được tự quản thông qua hai dự luật song bất thành. Điều này dẫn đến "thường dân" kiểm soát quốc sự theo Đạo luật Chính quyền địa phương 1898, dù trước đó nằm trong tay các bồi thẩm đoàn Tin Lành chủ yếu là địa chủ.
Quyền tự quản dường như là chắc chắn khi Đạo luật Nghị viện 1911 bãi bỏ quyền phủ quyết của Quý tộc viện, và John Redmond đạt được đạo luật tự quản thứ ba vào năm 1914. Tuy nhiên, phong trào liên hiệp phát triển từ năm 1886 trong cộng đồng Tin Lành Ireland thì lo ngại kỳ thị và mất đi các đặc quyền kinh tế và xã hội nếu người Công giáo Ireland giành được quyền lực chính trị thực sự. Vào cuối thế kỷ XIX và đầu thế kỷ XX, chủ nghĩa liên hiệp đặc biệt mạnh tại nhiều nơi thuộc Ulster, là nơi công nghiệp hóa cao hơn phần còn lại của đảo. Tồn tại lo ngại rằng bất kỳ hàng rào thuế quan nào cũng sẽ tác động nặng nề đến khu vực. Ngoài ra, cư dân Tin Lành chiếm ưu thế hơn tại Ulster, ở thế đa số tại bốn hạt. Những người liên hiệp trở thành chiến sĩ nhằm phản đối "áp bức Ulster". Sau khi dự luật tự quản được nghị viện thông qua vào tháng 5 năm 1914, nhằm tránh khởi nghĩa tại Ulster, Thủ tướng Anh H. H. Asquith đưa ra một dự luật sửa đổi, theo đó tạm thời loại trừ Ulster khỏi hiệu lực của dự luật trong thời gian sáu năm.

### Cách mạng và các bước đi đến độc lập

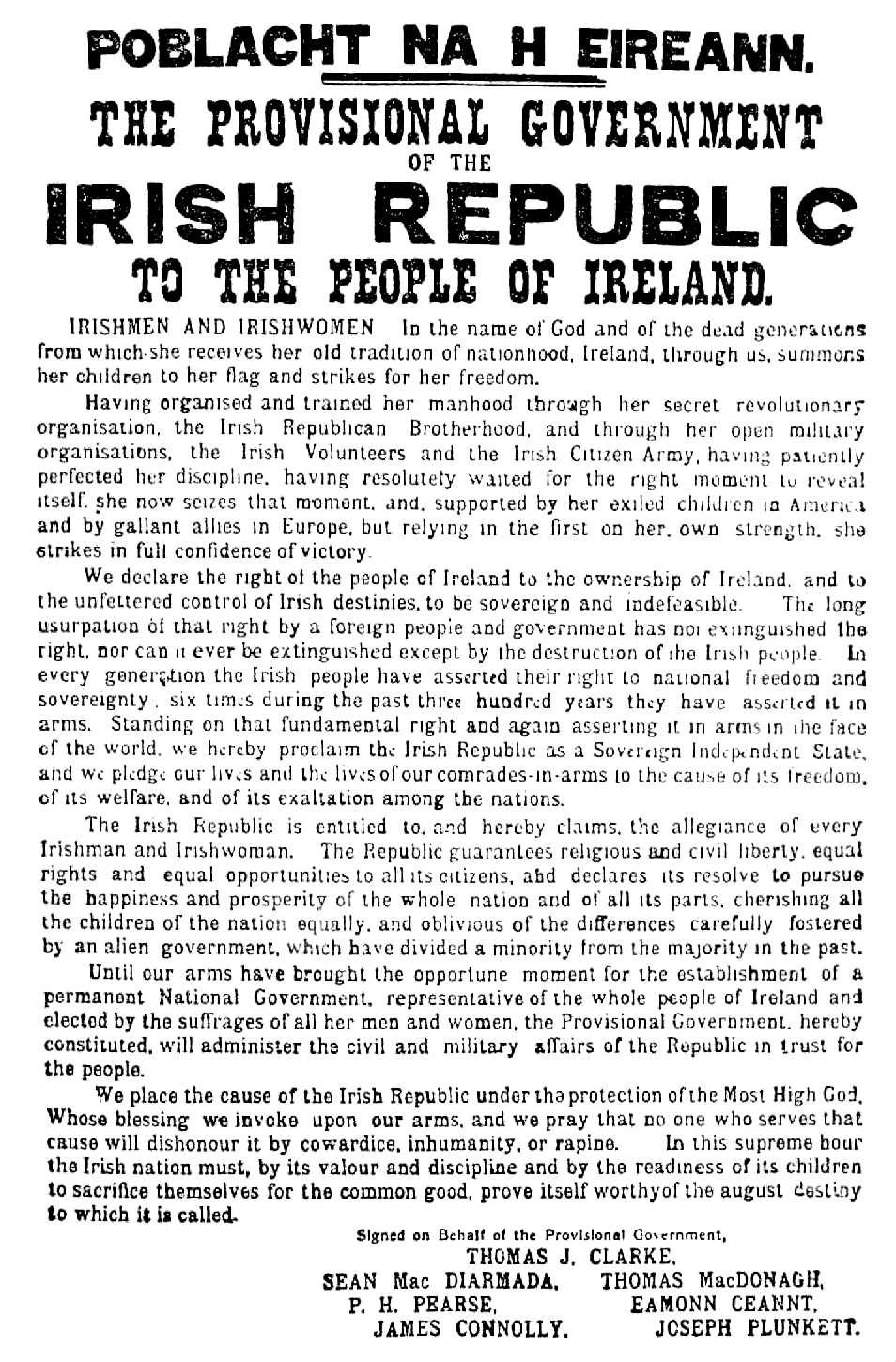
Tuyên ngôn Phục sinh, 1916

Việc thi hành đạo luật tự quản bị đình chỉ cho đến sau Chiến tranh thế giới thứ nhất, làm dịu nguy cơ nội chiến tại Ireland. Với hy vọng đảm bảo thi hành đạo luật khi đại chiến kết thúc bằng cách Ireland tham gia chiến tranh, Redmond và Quân tình nguyện Ireland hỗ trợ Anh và các Đồng Minh. 175.000 người tham gia các trung đoàn Ireland.
Phần còn lại trong Quân tình nguyện Ireland phản đối bất kỳ hỗ trợ nào cho Anh, họ phát động khởi nghĩa vũ trang chống Anh cai trị vào dịp Phục sinh năm 1916, cùng với Quân đội Công dân Ireland. Khởi nghĩa bắt đầu vào ngày 24 tháng 4 năm 1916 với tuyên ngôn độc lập. Sau một tuần giao tranh ác liệt chủ yếu tại Dublin, các phiến quân sống sót buộc phải đầu hàng. Đa số bị cầm tù song có 15 tù nhân (gồm hầu hết thủ lĩnh) bị hành quyết vì tội phản quốc đối với Anh. Các sự kiện này cùng với khủng hoảng quân dịch năm 1918 gây tác động sâu sắc, làm thay đổi quan điểm công chúng tại Ireland.
Trong tháng 1 năm 1919, các thành viên Sinn Féin thắng đa số ghế sau tổng tuyển cử tháng 12 năm 1918 song từ chối nhậm chức tại Thứ dân viện. Thay vào đó, họ lập ra một nghị viện Ireland và đặt tên cho nó là Dáil Éireann. Dáil khóa I này vào tháng 1 năm 1919 ban hành tuyên ngôn độc lập và công bố Cộng hòa Ireland. Tuyên ngôn này chủ yếu là lặp lại tuyên ngôn năm 1916, có thêm điều khoản là Ireland không còn là bộ phận của Anh Quốc. Cộng hòa Ireland mới thành lập này chỉ được công nhận quốc tế từ nước Nga Xô viết. Nội các của Cộng hòa Ireland cử một phái đoàn đến Hội nghị hòa bình Paris năm 1919, song không được thừa nhận.
Sau chiến tranh độc lập và đình chiến vào tháng 7 năm 1921, các đại biểu của chính phủ Anh và đoàn đại biểu thương lượng Ireland dưới quyền lãnh đạo của Arthur Griffith, Robert Barton và Michael Collins, đàm phán Hiệp định Anh-Ireland tại Luân Đôn từ ngày 11 tháng 10 đến ngày 6 tháng 12 năm 1921. Dáil Éireann khóa II thông qua hiệp định với chênh lệch phiếu thấp. Theo hiệp định, vào ngày 6 tháng 12 năm 1922, toàn đảo Ireland trở thành một quốc gia tự trị mang tên Nhà nước Tự do Ireland (Saorstát Éireann). Chiểu theo Hiến pháp Nhà nước Tự do Ireland, Nghị viện Bắc Ireland lựa chọn rời Nhà nước Tự do Ireland một tháng sau đó và trở về Anh Quốc. Nhà nước Tự do Ireland theo chế độ quân chủ lập hiến, có cùng quân chủ với Anh Quốc và các quốc gia tự trị khác trong Thịnh vượng chung Anh. Quốc gia này có một toàn quyền đại diện cho quân chủ, một nghị viện có hai viện, một nội các mang tên "hội đồng hành pháp", và một thủ tướng gọi là "chủ tịch hội đồng hành pháp".

### Nội chiến Ireland

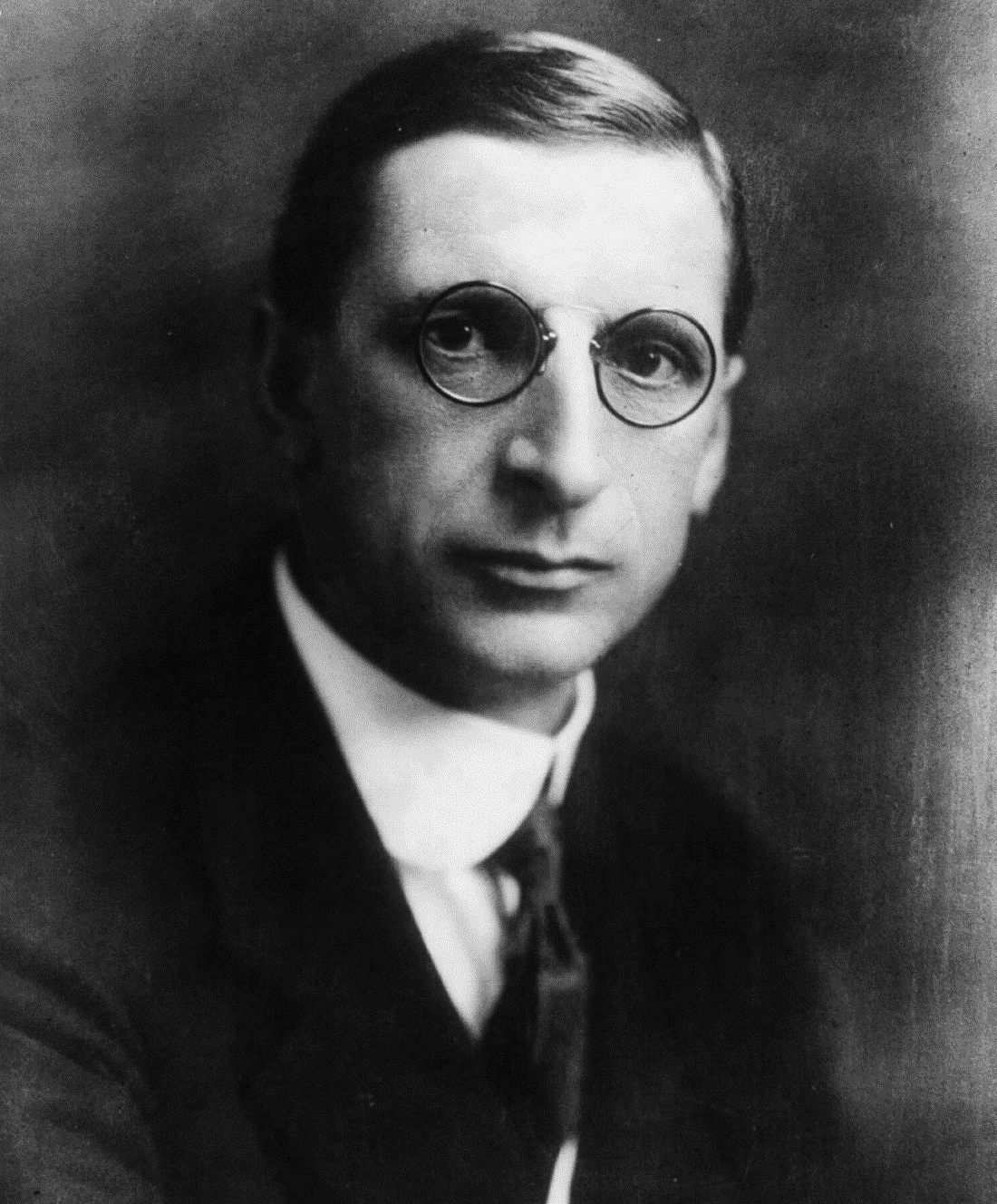
Éamon de Valera (1882–1975)

Nội chiến Ireland là hậu quả từ việc thành lập Nhà nước Tự do Ireland. Lực lượng chống đối hiệp định do Éamon de Valera lãnh đạo phản đối việc chấp thuận hiệp định khiến bãi bỏ Cộng hòa Ireland năm 1919 mà họ từng tuyên thệ trung thành. Họ bác bỏ hầu hết việc quốc gia vẫn là bộ phận của Đế quốc Anh và các thành viên của nghị viện phải tuyên thệ điều mà họ cho là tuyên thệ trung thành với quốc vương của Anh. Lực lượng ủng hộ hiệp định do Michael Collins lãnh đạo, lập luận rằng hiệp định không phải là tự do cuối cùng, song là tự do để đạt được nó.
Vào lúc đầu chiến tranh, Quân đội Cộng hòa Ireland (IRA) tách thành hai phái đối lập: IRA ủng hộ hiệp định và IRA phản đối hiệp định. IRA ủng hộ hiệp định giải tán và tham gia Quân đội Quốc gia mới thành lập. Tuy nhiên, do phái IRA phản đối hiệp định thiếu cấu trúc chỉ huy hiệu quả và do lực lượng ủng hộ hiệp ước có chiến thuật phòng thủ trong suốt chiến tranh, Michael Collins và lực lượng của mình có thể gây dựng quân đội gồm hàng chục nghìn cựu chiến binh Thế chiến I, có năng lực áp đảo phái phản đối hiệp định. Anh Quốc cung cấp vũ khí cho phái ủng hộ hiệp định, và đe dọa đưa quân trở lại Nhà nước Tự do Ireland. Do lực lượng phản đối hiệp định thiếu sự ủng hộ quần chúng, và do chính phủ quyết tâm chiến thắng nên lực lượng này thất bại.

### Hiến pháp 1937
Sau trưng cầu dân ý năm vào ngày 29 tháng 12 năm 1937, Hiến pháp Ireland có hiệu lực. Nó thay thế Hiến pháp Nhà nước Tự do Ireland và định quốc hiệu là Ireland, hay Éire trong tiếng Ireland. Điều 2 và 3 trong hiến pháp khẳng định yêu sách lãnh thổ danh nghĩa đối với toàn đảo, nhìn nhận việc phân chia Ireland theo Hiệp định Anh-Ireland năm 1922 là bất hợp pháp. Chính phủ Nhà nước Tự do Ireland cũng tiến hành các bước nhằm bãi bỏ chức vụ toàn quyền vài tháng trước khi hiến pháp mới có hiệu lực. Mặc dù hiến pháp thiết lập chức vụ tổng thống Ireland, song vấn đề Ireland là một quốc gia cộng hòa vẫn còn bỏ ngỏ. Các nhà ngoại giao được ủy nhiệm của quốc vương, song tổng thống thi hành các chức năng nội bộ với vị thế nguyên thủ quốc gia. Chẳng hạn, tổng thống phê chuần các luật mới theo quyền hạn của mình mà không phải chuyển đến Quốc vương George VI.
Ireland duy trì trung lập trong Chiến tranh thế giới thứ hai - là thành viên duy nhất trong Khối Thịnh vượng chung không tham chiến. Liên kết giữa Ireland và Thịnh vượng chung kết thúc khi thông qua Đạo luật Cộng hòa Ireland năm 1948, có hiệu lực từ ngày 18 tháng 4 năm 1949 và tuyên bố rằng nhà nước là một cộng hòa. Ireland không tái gia nhập Thịnh vượng chung khi tổ chức này sau đó cho phép các nước cộng hòa gia nhập.

### Lịch sử gần đây

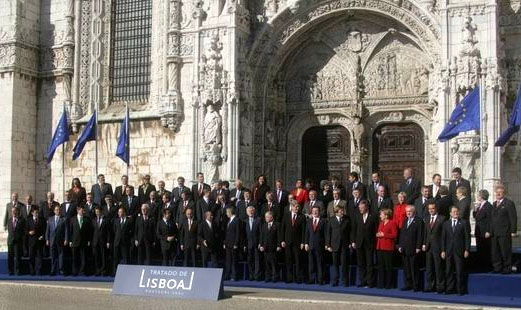
Ireland gia nhập Cộng đồng Kinh tế châu Âu vào năm 1973 cùng với Anh Quốc và Đan Mạch.

Ireland trở thành một thành viên của Liên Hợp Quốc vào tháng 12 năm 1955, sau khi từng bị từ chối do có lập trường trung lập và không hỗ trợ Đồng Minh trong Thế chiến II. Vào thời điểm đó, gia nhập Liên Hợp Quốc liên quan đến cam kết sử dụng vũ lực để ngăn cản xâm lược của một quốc gia chống lại quốc gia khác nếu Liên Hợp Quốc cho là cần thiết.
Người Ireland gia tăng quan tâm đến quyền thành viên của Cộng đồng Kinh tế châu Âu (EEC) trong thập niên 1950, và cân chắc cũng làm thành viên của Khu vực Mậu dịch tự do châu Âu. Do Anh Quốc dự định là thành viên của EEC, Ireland nộp đơn làm thành viên vào tháng 7 năm 1961 do có liên kết kinh tế lớn với Anh Quốc. Tuy nhiên, các thành viên sáng lập của EEC vẫn hoài nghi về năng lực kinh tế, tính trung tập, và chính sách bảo hộ ít hấp dẫn của Ireland. Nhiều nhà kinh tế học và chính trị gia Ireland nhận thấy cần cải cách chính sách kinh tế. Triển vọng làm thành viên EEC trở nên không chắc chắn vào năm 1963 khi Tổng thống Pháp Charles de Gaulle phát biểu rằng Pháp phản đối Anh gia nhập, đồng nghĩa ngừng đàm phán với mọi ứng cử viên khác. Tuy nhiên, đến năm 1969 người kế nhiệm ông ta là Georges Pompidou không phản đối tư cách thành viên cho Anh và Ireland. Các cuộc đàm phán bắt đầu và Ireland cuối cùng gia nhập EEC vào năm 1973.
Khủng hoảng kinh tế vào cuối thập niên 1970 bắt nguồn từ ngân sách chính phủ của đảng Fianna Fáil, bãi bỏ thuế xe, vay mượn quá mức, và bất ổn kinh tế toàn cầu như khủng hoảng dầu mỏ năm 1979. Có các thay đổi đáng kể về chính sách kể từ năm 1989, với cải cách kinh tế, giảm thuế, cải cách phúc lợi, gia tăng cạnh tranh, và cấm chỉ vay mượn để cung cấp cho chi tiêu hiện tại. Chính sách này bắt đầu vào năm 1989–1992 dưới quyền chính phủ Fianna Fáil/Dân chủ Tiến bộ, và tiếp tục dưới thời chính phủ Fianna Fáil/Công đảng và Fine Gael/Công đảng/Dân chủ cánh Tả. Ireland trở thành một trong các nền kinh tế tăng trưởng nhanh nhất thế giới vào cuối thập niên 1990 và kéo dài cho đến khủng hoảng tài chính toàn cầu 2007-2008, giai đoạn này được gọi là Con hổ Celtic. Kể từ năm 2014, Ireland lại đạt được tăng trưởng kinh tế mạnh mẽ.
Trong vấn đề Bắc Ireland, hai chính phủ Anh và Ireland bắt đầu tìm kiếm một giải pháp hòa bình đối với xung đột bạo lực. Một dàn xếp hòa bình cho Bắc Ireland mang tên Hiệp định Thứ sáu Tốt lành được phê chuẩn vào năm 1998 trong các cuộc trưng cầu dân ý trên hai phần của đảo. Theo dàn xếp này, yêu sách lãnh thổ đối với Bắc Ireland trong Hiến pháp Ireland bị loại bỏ.

## Địa lý

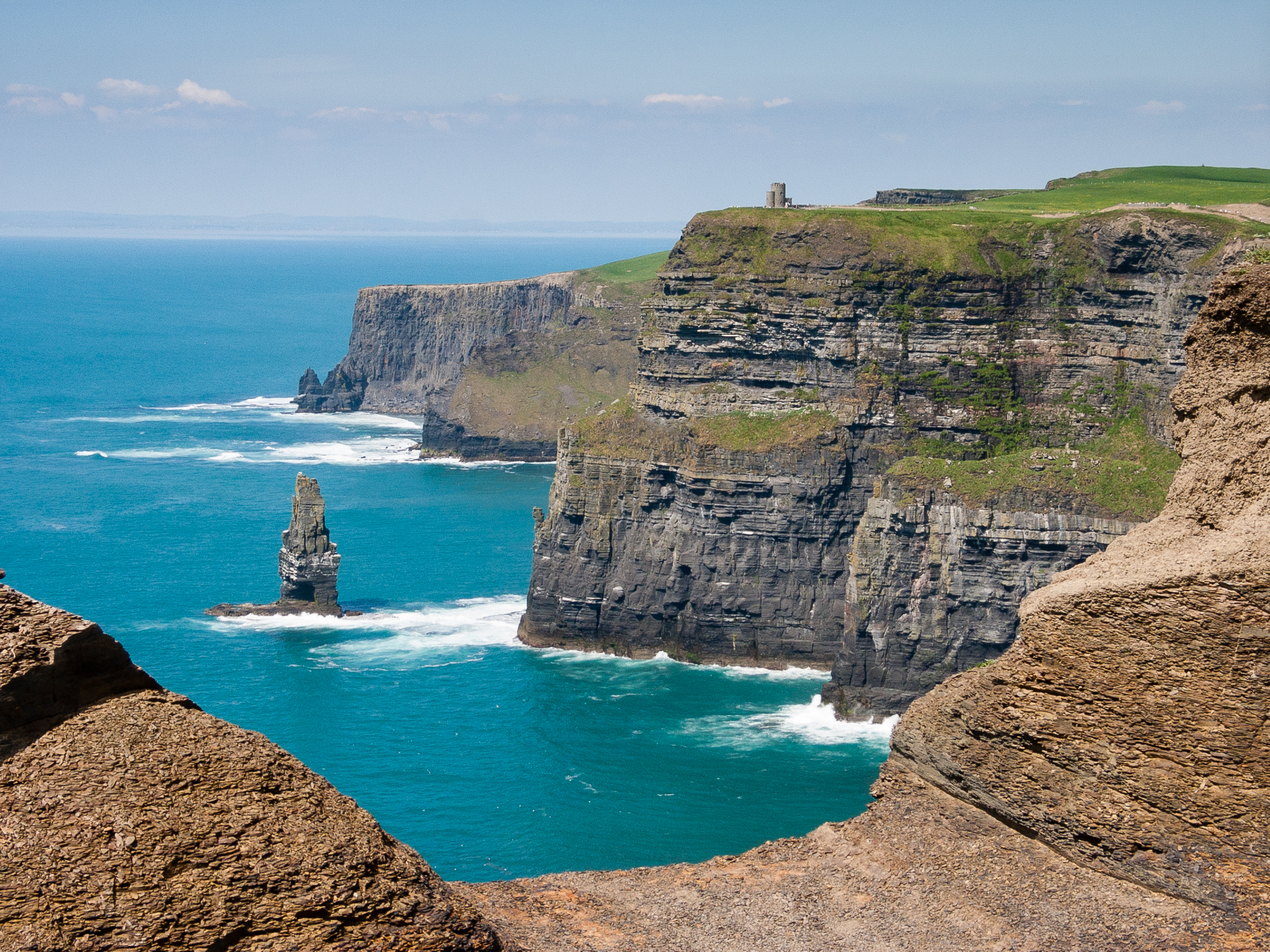
Vách đá Moher trên bờ biển phía tây Ireland

Cộng hòa Ireland có diện tích 70.273 km2 hay 27.133 dặm vuông Anh, chiếm khoảng 5/6 diện tích đảo Ireland (84.421 km2 hay 32.595 dặm vuông Anh), phần còn lại của đảo là Bắc Ireland. Phía bắc và phía tây của đảo Ireland là Đại Tây Dương, phía đông bắc là eo biển Bắc. Về phía đông, biển Ireland liên kết với Đại Tây Dương qua eo biển St George và biển Celtic về phía tây nam.

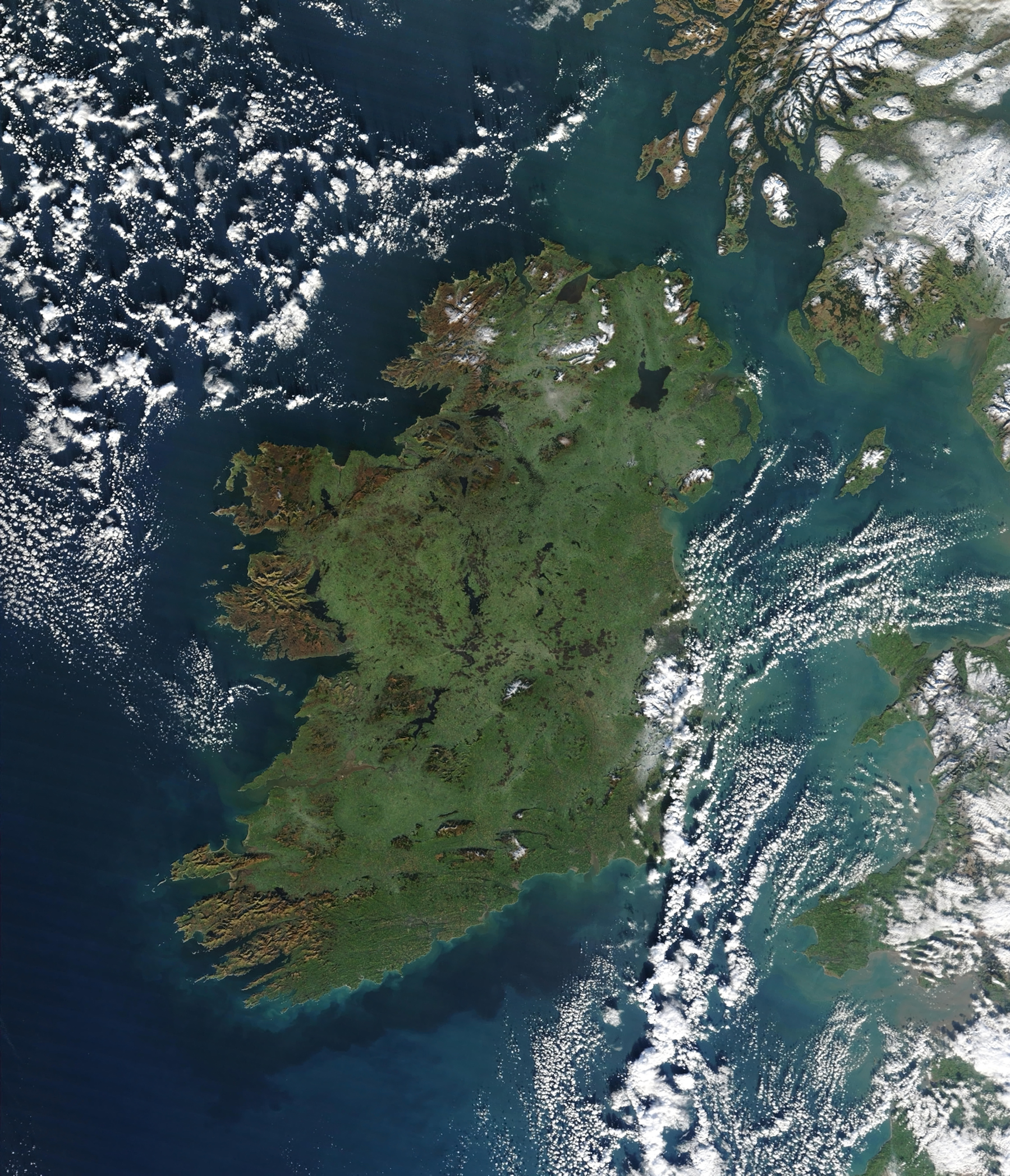
Ireland nhìn từ không gian, tháng 12 năm 2007

Cảnh quan phía tây chủ yếu gồm các vách đá, đồi núi gồ ghề. Vùng đất thấp trung tâm được bao phủ bằng các lớp trầm tích băng hà gồm sét và cát, và còn có các khu vực đầm lầy rộng cùng một số hồ. Đỉnh cao nhất là Carrauntoohil (1.038 m hay 3.406 ft), nằm trên dãy Macgillycuddy's Reeks thuộc miền tây nam. Sông Shannon bắt nguồn từ vùng đất thấp trung tâm và là sông dài nhất tại Ireland với 386 kilômét hay 240 dặm. Bờ biển phía tây gồ ghề hơn so với phía đông, và có nhiều đảo, bán đảo, mũi đất và vịnh.
Trước khi những người định cư đầu tiên đến đảo vào khoảng 9.000 năm trước, đất đai trên đảo phần lớn có rừng bao phủ với các loại cây như sồi, tần bì, đu, phỉ, thủy tùng. Nguyên nhân chính khiến rừng bị mất đi trong các thế kỷ tiếp theo được cho là do đầm lầy phát triển và phát quang đất rừng quy mô lớn để thuận tiện cho nông nghiệp. Hiện nay, khoảng 12% diện tích Ireland có rừng bao phủ, đa số đáng kể gồm các đồn điền chủ yếu trồng tùng bách phi bản địa nhằm mục đích thương mại. Điều kiện đất lý tưởng, lượng mưa lớn và khí hậu ôn hòa khiến Ireland có tốc độ phát triển rừng cao nhất tại châu Âu. Các hàng rào bằng cây là nơi thay thế quan trọng cho môi trường sống đất rừng, cung cấp nơi ẩn náu cho các loài thực vật hoang dã bản địa và nhiều loài côn trùng, chim và thú.
Đất nông nghiệp chiếm khoảng 64% tổng diện tích đất. Điều này dẫn đến hạn chế về đất để bảo tồn môi trường sống tự nhiên, đặc biệt là cho các loài thú hoang cỡ lớn có nhu cầu lãnh thổ rộng. Lịch sử sản xuất nông nghiệp lâu dài đi cùng với phương thức nông nghiệp hiện đại, như sử dụng thuốc trừ sâu và phân bón, tạo áp lực lên đa dạng sinh học.
Đại Tây Dương và ảnh hưởng ấm từ Hải lưu Gulf Stream tác động đến mô hình khí hậu tại Ireland. Nhiệt độ khác biệt theo vùng, các vùng miền trung và miền đông có xu hướng cực đoan hơn. Tuy nhiên, do có khí hậu đại dương ôn hòa, nhiệt độ hiếm khi thấp dưới −5 °C (23 °F) vào mùa đông và cao hơn 26 °C (79 °F) vào mùa hè. Nhiệt độ cao kỷ lục tại Ireland là 33,3 °C (91,9 °F) vào năm 1887 tại Lâu đài Kilkenny thuộc Kilkenny, trong khi nhiệt độ thấp kỷ lục là −19,1 °C (−2,4 °F) tại Lâu đài Markree thuộc Sligo. Mưa phổ biến hơn vào mùa đông và ít xuất hiện hơn vào các tháng đầu mùa hè. Khu vực tây nam có mưa nhiều nhất do ảnh hưởng từ gió tây nam, trong khi Dublin có ít mưa nhất. Thời gian nắng nhiều nhất là tại miền đông nam của Ireland. Cực bắc và tây của đảo Ireland là hai trong số các khu vực nhiều gió nhất tại châu Âu, có tiềm năng lớn về năng lượng gió.
Ireland thường có từ 1.100 đến 1.600 giờ nắng mỗi năm, hầu hết các khu vực có trung bình 3,25 đến 3,75 giờ nắng mỗi ngày. Các tháng nhiều nắng nhất là tháng 5 và tháng 6, có trung bình từ 5 đến 6,5 giờ nắng mỗi ngày tại hầu khắp đất nước. Cực đông nam là nơi có nhiều nắng nhất, trung bình có trên 7 giờ nắng mỗi ngày vào đầu mùa hè. Tháng 12 là tháng âm u nhất, có số giờ nắng trung bình dao động từ khoảng 1 giờ ở phía bắc đến gần hai giờ ở cực đông nam. Mùa hè nóng nhất trong 100 năm từ 1881 đến 1980 là năm 1887; 1980 là năm âm u nhất.

## Chính trị
Ireland là một nước cộng hòa lập hiến, có hệ thống chính phủ nghị viện. Quốc hội (Oireachtas) là cơ quan lập pháp lưỡng viện, gồm tổng thống và hai viện: Thượng viện (Seanad Éireann) và Hạ viện (Dáil Éireann). Phủ Tổng thống là nơi ở chính thức của tổng thống Ireland, còn trụ sở Quốc hội là Phủ Leinster tại Dublin.
Tổng thống là nguyên thủ quốc gia của Ireland, được bầu ra với nhiệm kỳ bảy năm và có thể tái cử một lần. Tổng thống chủ yếu là nhân vật mang tính tượng trưng, song được giao cho một số quyền lực hiến pháp nhất định theo khuyến nghị của Hội đồng Nhà nước. Chức vụ này có quyền quyết định tuyệt đối trên một số lĩnh vực, như trình một dự luật lên Tòa án Tối cao xem xét tính hợp hiến. Michael D. Higgins trở thành tổng thống thứ chín của Ireland vào ngày 11 tháng 11 năm 2011.
Thủ tướng là người đứng đầu chính phủ của Ireland, do tổng thống bổ nhiệm theo đề cử của Hạ viện. Hầu hết các thủ tướng là thủ lĩnh của chính đảng giành nhiều ghế nhất trong tổng tuyển cử. Việc các liên minh thành lập chính phủ đã trở thành điều thông thường, do không có chính phủ một đảng nào kể từ năm 1989.
Thượng viện gồm 60 thượng nghị sĩ, 11 người trong đó do thủ tướng chỉ định, sáu người do hai đại học bầu ra, và 43 người do các đại biểu cộng đồng bầu ra dựa theo cơ sở nghề nghiệp. Hạ viện gồm 158 hạ nghị sĩ được bầu ra để đại diện cho các khu vực bầu cử nhiều đại biểu theo hệ thống đại diện tỷ lệ và phương thức một lá phiếu có thể chuyển nhượng.
Chính phủ gồm tối đa 15 thành viên theo quy định trong hiến pháp. Trong đó, không có hơn hai thành viên được chọn từ Thượng viện, và thủ tướng, phó thủ tướng và bộ trưởng tài chính phải là thành viên Hạ viện. Hạ viện phải bị giải thể trong vòng 5 năm kể từ phiên họp đầu tiên sau cuộc bầu cử trước đó, và tổng tuyển cử các thành viên Hạ viện cần phải được tiến hành không chậm hơn 30 ngày sau khi giải thể. Theo Hiến pháp Ireland, các cuộc bầu cử nghị viện cần phải tổ chức ít nhất bảy năm một lần, song các luật có thể áp đặt hạn chế thấp hơn.
Ireland là một quốc gia thành viên Liên minh châu Âu từ năm 1973, song lựa chọn duy trì bên ngoài khu vực Schengen. Công dân Anh có thể tự do nhập cảnh Cộng hòa Ireland mà không cần hộ chiếu do hai bên có biên giới mở. Tuy nhiên, có một số yêu cầu nhận dạng tại sân bay và hải cảng.

### Chính quyền địa phương
Đạo luật Chính quyền địa phương 1898 là văn kiện hình thành hệ thống chính quyền địa phương hiện nay, trong khi Tu chính án 23 Hiến pháp vào năm 1999 công nhận hiến pháp đối với đạo luật. 26 hạt truyền thống của Ireland không phải luôn cùng ranh giới với các đơn vị hành chính song về tổng thể chúng được cư dân Ireland sử dụng để làm khung tham chiếu địa lý. Luật Cải cách chính quyền địa phương năm 2014 tạo ra một hệ thống 31 chính quyền địa phương, gồm 26 hội đồng hạt, hai hội đồng thành phố-hạt, ba hội đồng thành phố.
|  | 1. Fingal 2. Dublin City 3. Dún Laoghaire–Rathdown 4. South Dublin 5. Wicklow 6. Wexford 7. Carlow 8. Kildare 9. Meath 10. Louth 11. Monaghan 12. Cavan 13. Longford 14. Westmeath 15. Offaly 16. Laois | 1. Kilkenny 2. Waterford 3. Cork City 4. Cork 5. Kerry 6. Limerick 7. Tipperary 8. Clare 9. Galway 10. Galway City 11. Mayo 12. Roscommon 13. Sligo 14. Leitrim 15. Donegal |

Chính quyền địa phương chịu trách nhiệm về các vấn đề như quy hoạch, đường cấp địa phương, vệ sinh và thư viện. Các khu vực bầu cử Dáil tuân theo ranh giới hạt nhiều nhất có thể. Các hạt có dân số lớn có nhiều khu vực bầu cử, song thường không vượt qua ranh giới hạt. Các hạt được nhóm lại thánh tám khu vực, mỗi khu vực có một cơ quan gồm thành viên được ủy nhiệm từ các hội đồng hạt và thành phố trong khu vực. Các khu vực không có bất kỳ vai trò hành pháp trực tiếp nào, song chúng phục vụ mục đích kế hoạch, hợp tác và thống kê.

### Pháp luật
Ireland có hệ thống pháp luật thông luật, có một hiến pháp thành văn quy định chế độ dân chủ nghị viện. Hệ thống tòa án gồm có tòa án tối cao, tòa án phúc thẩm, tòa án cấp cao, tòa án lưu động và tòa án khu vực, toàn bộ đều áp dụng pháp luật Ireland. Các vụ án nghiêm trọng theo thường lệ cần phải được tổ chức trước một bồi thẩm đoàn. Tòa án cấp cao và tòa án tối cao có thẩm quyền quyết định tính phù hợp của pháp luật và các hoạt động của các thể chế nhà nước khác so với hiến pháp và pháp luật. Ngoại trừ các trường hợp đặc biệt, các phiên tòa phải công khai. Tòa án Hình sự Tư pháp là tòa nhà chính của các phiên tòa hình sự.
Garda Síochána na hÉireann (Những người bảo vệ hòa bình của Ireland), thường gọi là Gardaí, là lực lượng cảnh sát dân sự của Cộng hòa Ireland. Lực lượng này chịu trách nhiệm về toàn bộ các khía cạnh kiểm soát dân sự, cả về lãnh thổ và hạ tầng. Hầu hết các thành viên mặc đồng phục thường không mang vũ khí, việc khống chế tiêu chuẩn theo truyền thống được tiến hành chỉ với dùi cui và bình xịt hơi cay.
Quân cảnh là một quân đoàn của Lục quân Ireland, chịu trách nhiệm cung cấp nhân viên phục vụ cưỡng chế và cung cấp hiện diện quân cảnh cho các lực lượng khi diễn tập và triển khai. Trong thời chiến, các nhiệm vụ bổ sung bao gồm kiểm soát giao thông để cho đội ngũ quân sự di chuyển nhanh chóng đến khu vực làm nhiệm vụ. Các vai trò thời chiến khác bao gồm kiểm soát tù binh chiến tranh và nạn dân.
Pháp luật công dân của Ireland liên quan đến "đảo Ireland", bao gồm đảo và các vùng biển, do đó mở rộng phạm vi đến Bắc Ireland. Vì thế, bất kỳ ai sinh tại Bắc Ireland và đáp ứng các điều kiện để trở thành công dân Ireland, như có một cha/mẹ là công dân Ireland hoặc Anh hoặc một cha/mẹ được phép cư trú tại Bắc Ireland hoặc Cộng hòa Ireland, có thể thực hiện quyền có quốc tịch Ireland, như có hộ chiếu Ireland.

### Quan hệ đối ngoại
Quan hệ đối ngoại chịu tác động lớn từ tư cách thành viên của Ireland trong Liên minh châu Âu, song các quan hệ song phương với Anh Quốc và Hoa Kỳ cũng quan trọng. Ireland hướng tới độc lập trong chính sách đối ngoại, do đó quốc gia này không phải là thành viên của NATO và có chính sách trung lập quân sự kéo dài. Chính sách này giúp Lực lượng vũ trang Ireland thành công trong các đóng góp về gìn giữ hòa bình trong khuôn khổ Liên Hợp Quốc từ năm 1960, như trong Xung đột Congo, tại Síp, Liban và Bosnia và Herzegovina.Bản mẫu:Disputed inline
Mặc dù trung lập trong Chiến tranh thế giới thứ hai, song Ireland có hơn 50.000 người tham chiến khi họ đăng lính trong quân đội của Anh. Trong Chiến tranh Lạnh, chính sách quân sự của Ireland tuy bề ngoài là cân bằng song thiên về NATO. Trong Khủng hoảng tên lửa Cuba, Thủ tướng Seán Lemass cho phép khám xét máy bay Cuba và Tiệp Khắc bay qua Shannon và truyền thông tin cho CIA. Hạ tầng hàng không của Ireland được Quân đội Mỹ sử dụng để chuyển quân nhân tham gia xâm chiếm Iraq năm 2003, thông qua sân bay Shannon. Trước đó, sân bay này được sử dụng cho cuộc xâm chiếm Afghanistan năm 2001, cũng như Chiến tranh vùng Vịnh.
Từ năm 1999, Ireland là một thành viên trong chương trình Quan hệ đối tác vì Hòa bình của NATO và Hội đồng Quan hệ đối tác châu Âu-Đại Tây Dương của NATO, có mục tiêu tạo sự tin tưởng giữa NATO và các quốc gia khác tại châu Âu và Liên Xô cũ.

### Quân sự
Quân đội Ireland gồm có lục quân, hải quân, không quân và lực lượng dự bị; với quy mô nhỏ song được trang bị tốt với gần 10.000 quân nhân chuyên nghiệp và trên 2.000 quân dự bị. Ireland là một quốc gia trung lập, và có quy tắc "ba nấc khóa" trong việc binh sĩ Ireland tham gia tại các vùng xung đột, đó là cần được Liên Hợp Quốc, hạ viện và chính phủ phê chuẩn. Triển khai thường nhật của lực lượng vũ trang bao gồm hỗ trợ quyền lực dân sự, bảo vệ và tuần tra lãnh hải và vùng đặc quyền kinh tế của Ireland, và các sứ mệnh của Liên Hợp Quốc, Liên minh châu Âu, và Đối tác vì Hòa bình. Đến năm 1996, có hơn 40.000 nhân viên Ireland từng phục vụ trong các sứ mệnh duy trì hòa bình quốc tế của Liên Hợp Quốc. Tổng thống là tư lệnh tối cao trên danh nghĩa của các lực lượng vũ trang, song trên thực tế họ theo lệnh Chính phủ thông qua Bộ Quốc phòng.

## Kinh tế

### Phát triển

Ireland là bộ phận của Liên minh châu Âu (lam đậm và nhạt) và Eurozone (lam nhạt).

Kinh tế Ireland chuyển đổi kể từ thập niên 1980, từ một nền kinh tế chủ yếu là nông nghiệp trở thành một nền kinh tế trí thức hiện đại tập trung vào các ngành công nghiệp công nghệ cao và dịch vụ. Ireland sử dụng tiền euro vào năm 2002 cùng nhiều quốc gia khác là thành viên Liên minh châu Âu. Quốc gia này dựa nhiều vào đầu tư trực tiếp nước ngoài và thu hút một số tập đoàn đa quốc gia do có lực lượng lao động được giáo dục cao và có mức thuế doanh nghiệp thấp. Các công ty như Intel đầu tư tại Ireland vào cuối thập niên 1980, theo sau là Microsoft và Google. Ireland được xếp hạng 8 trong số các nền kinh tế tự do nhất thế giới theo Chỉ số tự do kinh tế (2016). Xét theo GDP bình quân, Ireland là một trong các quốc gia thịnh vượng nhất của OECD và EU. Tuy nhiên, Ireland xếp hạng dưới trung bình OECD về GNP bình quân. GDP lớn hơn đáng kể so với GNP vì có nhiều công ty đa quốc gia đặt trụ sở tại Ireland.
Từ đầu thập niên 1990, Cộng hòa Ireland trải qua tăng trưởng kinh tế chưa từng thấy do gia tăng mạnh mẽ trong tiêu dùng, xây dựng và đầu tư, được gọi là giai đoạn Con hổ Celtic. Nhịp độ tăng trưởng chậm lại vào năm 2007 và dẫn đến nổ tung bong bóng bất động sản quy mô lớn vốn đã phát triển trong nhiều năm. Sụt giảm đột ngột giá bất động sản phơi bày tập trung quá độ của nền kinh tế vào xây dựng và góp phần dẫn đến khủng hoảng ngân hàng Ireland. Ireland chính thức bước vào suy thoái trong năm 2008. GNP suy giảm đến 11,3% chỉ trong năm 2009, mức giảm GNP lớn nhất hàng năm kể từ 1950.
Ireland chính thức thoát khỏi suy thoái vào năm 2010 nhờ tăng trưởng mạnh mẽ trong xuất khẩu. Tuy nhiên, do gia tăng đáng kể chi phí vay nợ công vì chính phủ đảm bảo nợ ngân hàng tư nhân, chính phủ Ireland chấp thuận một chương trình trợ giúp 85 tỷ euro từ EU, IMF và các khoản vay song phương từ Anh, Thụy Điển và Đan Mạch. Sau ba năm suy thoái, kinh tế tăng trưởng 0,7% trong năm 2011 và 0,9% trong năm 2012. Tỷ lệ thất nghiệp đạt 14,7% vào năm 2012, bao gồm 18,5% trong các tân di dân. Đến tháng 3 năm 2016, tỷ lệ thất nghiệp được ghi nhận là 8,6%, giảm từ mức kỷ lục là 15,1% trong tháng 2 năm 2012. Di cư ròng từ Ireland từ năm 2008 đến năm 2013 là 120.100 người, tức khoảng 2,6% tổng dân số theo điều tra năm 2011. Một phần ba số người xuất cư trong độ tuổi 15-24. Năm 2013, Ireland được Forbes mệnh danh là "quốc gia tốt nhất để kinh doanh". Ireland ra khỏi chương trình cứu trợ tài chính của EU-IMF vào ngày 15 tháng 12 năm 2013.

### Mậu dịch
Mặc dù các công ty đa quốc gia chi phối lĩnh vực xuất khẩu của Ireland, song xuất khẩu từ các nguồn khác cũng đóng góp đáng kể vào thu nhập quốc dân. Hoạt động của các công ty đa quốc gia đặt tại Ireland khiến nước này nằm vào hàng đứng đầu về xuất khẩu dược phẩm, thiết bị y tế và hàng hóa cùng dịch vụ liên quan đến phần mềm. Xuất khẩu của Ireland cũng có đóng góp từ các công ty quốc nội lớn (như Ryanair, Kerry Group và Smurfit Kappa Group) và xuất khẩu tài nguyên khoáng sản: Ireland là nước sản xuất kẽm cô lớn thứ bảy, và đứng thứ 12 về chì cô. Ireland cũng có trữ lượng đáng kể về thạch cao, đá vôi, và trên mức độ thấp hơn là đồng, bạc, vàng, barit và dolomit.
Các mặt hàng xuất khẩu khác bao gồm nông sản và nhôm. Các mặt hàng nhập khẩu lớn của Ireland gồm thiết bị xử lý dữ liệu, hóa chất, dầu hỏa và sản phẩm dầu hỏa, hàng dệt và quần áo. Dịch vụ tài chính của các công ty đa quốc gia đặt tại Trung tâm Dịch vụ Tài chính Ireland cũng đóng góp cho xuất khẩu của Ireland. Khác biệt giữa xuất khẩu (€89,4 tỷ) và nhập khẩu (€45,5 tỷ) tạo ra thặng dư mậu dịch €43,9 tỷ trong năm 2010, mức thặng dư mậu dịch cao nhất so với GDP trong các thành viên EU.
EU là đối tác mậu dịch lớn nhất của Ireland, chiếm 57,9% xuất khẩu và 60,7% nhập khẩu. Anh Quốc là đối tác mậu dịch quan trọng nhất trong EU, chiếm 15,4% xuất khẩu và 32,1% nhập khẩu. Bên ngoài EU, Hoa Kỳ chiếm 23,2% xuất khẩu và 14,1% nhập khẩu vào năm 2010.

### Năng lượng

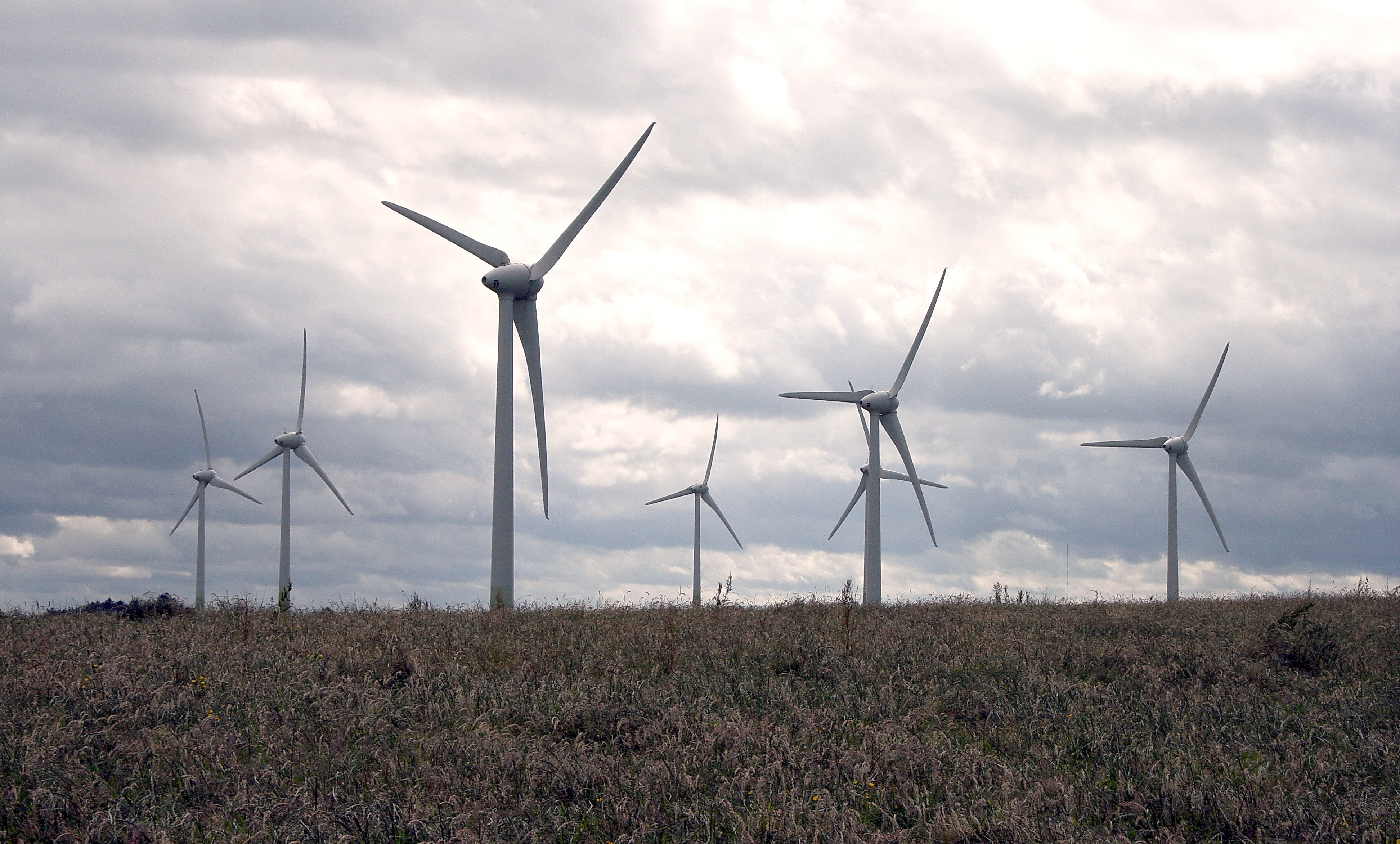
Một trang trại gió tại hạt Wexford

ESB, Ervia và Airtricity là ba nhà cung cấp điện và khí đốt chính tại Ireland. Ireland có 19,82 triệu m³ trữ lượng khí đốt được chứng minh. khai thác khí đốt tự nhiên trước đây diễn ra tại Kinsale Head đến khi mỏ cạn kiệt. Mỏ khí đốt Corrib đi vào hoạt động năm 2013/14. Năm 2012, mỏ Barryroe được xác nhận có trữ lượng 1,6 tỷ thùng khí, với từ 160 đến 600 triệu thùng có thể khai thác. Mỏ có thể cung cấp cho toàn bộ nhu cầu năng lượng của Ireland trong đến 13 năm khi nó được phát triển vào năm 2015/16. Diễn ra các nỗ lực đáng kể nhằm tăng cường sử dụng các dạng năng lượng tái tạo và bền vững tại Ireland, đặc biệt là năng lượng gió, với các trang trại gió 3.000 MW, một số trong đó có mục đích để xuất khẩu. SEAI ước tính rằng 6,5% nhu cầu năng lượng năm 2011 của Ireland được lấy từ các nguồn tái tạo. SEAI cũng báo cáo về gia tăng tính hiệu quả năng lượng tại Ireland khi giảm được 28% khí thải carbon của mỗi hộ gia đình trong giai đoạn 2005-2013.

### Giao thông
Ba cảng hàng không chính của Cộng hòa Ireland là Dublin, Shannon và Cork. Đường bay giữa Luân Đôn và Dublin là đường bay quốc tế nhộn nhịp thứ nhì tại châu Âu, với 3,6 triệu lượt người qua lại vào năm 2013 song giảm so với 4,4 triệu lượt người vào năm 2003. Aer Lingus là hãng hàng không quốc gia của Ireland, song Ryanair là hãng hàng không lớn nhất nước. Ryanair là hàng hàng không giá rẻ lớn nhất châu Âu, và lớn thứ hai về lượng hành khách, và lớn nhất thế giới về số lượng hành khách quốc tế (2007).
Dịch vụ đường sắt do Iarnród Éireann cung cấp, hãng này vận hành toàn bộ các tuyến đường sắt liên thành thị, đô thị và chở hàng trong nước. Dublin là trung tâm của mạng lưới với hai ga lớn là Heuston và Connolly, liên kết tới các thành thị trong nước. Dịch vụ Enterprise liên kết Dublin với Belfast và do hãng này và Đường sắt Bắc Ireland cùng điều hành. Mạng lưới đường sắt chính của toàn đảo Ireland hoạt động trên khổ 1,6 mét, đây là một điểm độc đáo tại châu Âu. Dublin đang dần cải thiện mạng lưới vận chuyển công cộng, bao gồm DART, Luas, Dublin Bus và dublinbikes.
Xa lộ, các quốc lộ chính và quốc lộ phụ nằm dưới quyền quản lý của Cơ quan Đường bộ Quốc gia, còn các đường khu vực và địa phương do nhà đương cục địa phương quản lý. Mạng lưới đường bộ chủ yếu tập trung tại thủ đô, song các xa lộ được kéo dài đến các thành phố khác theo chương trình đầu tư Transport 21, nhờ đó các xa lộ được hoàn thiện liên kết Dublin và một số thành phố lớn khác của Ireland như Cork, Limerick, Waterford và Galway.

## Nhân khẩu

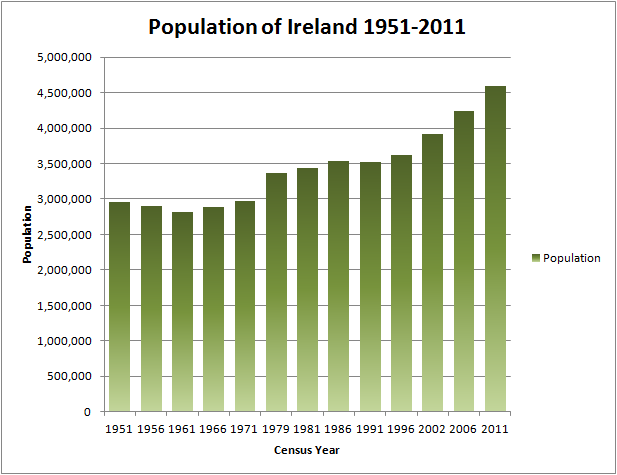
Dân số Ireland từ năm 1951.

Nghiên cứu di truyền học cho thấy những người định cư ban đầu tại Ireland đã di cư từ bán đảo Iberia sau kỷ băng hà gần đây nhất. Sau thời kỳ đồ đá giữa, đồ đá mới, và đồ đồng, các di dân đưa ngôn ngữ và văn hóa Celt đến đảo. Các di dân trong hai thời kỳ sau vẫn được đại diện trong di sản di truyền học của hầu hết người Ireland. Người Ireland được kết hợp từ các nguồn gốc Gael, Norse, Anh-Norman, Pháp và Anh Quốc.
Dân số Ireland đạt 4.588.252 vào năm 2011, tăng trưởng 8,2% so với năm 2006. Tính đến  năm 2011, Ireland có mức sinh cao nhất trong Liên minh châu Âu (16 ca sinh/1.000 người). Năm 2014, 36,3% số ca sinh là của các bà mẹ chưa kết hôn. Mức tăng dân số hàng năm vượt quá 2% trong giai đoạn 2002-2006, do có tỷ lệ cao trong gia tăng tự nhiên và nhập cư. Mức này giảm sút phần nào trong giai đoạn 2006-2011, với mức tăng trung bình hàng năm là 1,6%.
Vào thời điểm điều tra nhân khẩu năm 2011, số lượng ngoại kiều được ghi nhận là 544.357, chiếm 12% tổng dân số. Con số này gấp gần 2,5 lần so với số ngoại kiều ghi nhận trong điều tra nhân khẩu năm 2002 (224.261), khi lần đầu có câu hỏi về quốc tịch. Năm nhóm ngoại kiều đông đảo nhất lần lượt là người Ba Lan (122.585), Anh Quốc (112.259), Litva (36.683), Latvia (20.593) và Nigeria (17.642).

### Ngôn ngữ

Tỷ lệ người tự nhận nói tiếng Ireland hàng ngày ngoài hệ thống giáo dục trong điều tra nhân khẩu năm 2011.

Hiến pháp mô tả tiếng Ireland là "ngôn ngữ quốc gia", song tiếng Anh là ngôn ngữ chiếm ưu thế. Trong điều tra nhân khẩu năm 2006, có 39% cư dân tự nhận có đủ trình độ tiếng Ireland. Tiếng Ireland chỉ giữ vai trò là ngôn ngữ cộng đồng tại một lượng nhỏ các khu vực nông thôn và hầu hết là tại miền tây và miền nam đất nước, gọi chung là Gaeltacht. Ngoại trừ các khu vực Gaeltacht, các biển hiệu giao thông thường ghi song ngữ. Hầu hết thông cáo công cộng và truyền thông in ấn chỉ viết bằng tiếng Anh. Dù nhà nước Ireland về chính thức là song ngữ, song các công dân có thể thường gặp phải khó khăn trong việc tiếp cận dịch vụ công bằng tiếng Ireland và hầu hết xuất bản phẩm của chính phủ không hiện hữu trong cả hai ngôn ngữ. Truyền thông tiếng Ireland bao gồm kênh truyền hình TG4, đài phát thanh RTÉ Raidió na Gaeltachta và báo điện tử Tuairisc.ie. Trong Các lực lượng vũ trang Ireland, toàn bộ các lệnh luyện tập bộ binh và vũ khí đều bằng tiếng Ireland.
Do nhập cư nên tiếng Ba Lan trở thành ngôn ngữ được nói phổ biến thứ nhì tại Cộng hòa Ireland sau tiếng Anh, trong khi tiếng Ireland xếp thứ ba. Một vài ngôn ngữ Trung Âu khác (Séc, Hungary và Slovak), và các ngôn ngữ Balt (Litva và Latvia) cũng được nói thường ngày. Các ngôn ngữ khác được nói tại Ireland gồm có tiếng Shelta của người Ireland du cư, và một phương ngữ tiếng Scot được nói bởi một số người Scot Ulster tại Donegal. Hầu hết học sinh trung học lựa chọn học một hoặc hai ngoại ngữ, ngôn ngữ dành cho bằng sơ cấp (Junior Certificate) và bằng tốt nghiệp (Leaving Certificate) gồm có tiếng Pháp, Đức, Ý và Tây Ban Nha; học sinh muốn lấy bằng tốt nghiệp trung học cũng có thể học tiếng Ả Rập, Nhật và Nga. Một số trường trung học có dạy tiếng Hy Lạp cổ đại, Hebrew và Latinh. Học tập tiếng Ireland là điều bắt buộc đối với các học sinh muốn đạt bằng tốt nghiệp, song một số người có thể đủ điều kiện được miễn trong một số hoàn cảnh, như trở ngại học tập hoặc nhập cảnh sau tuổi 11.

### Y tế

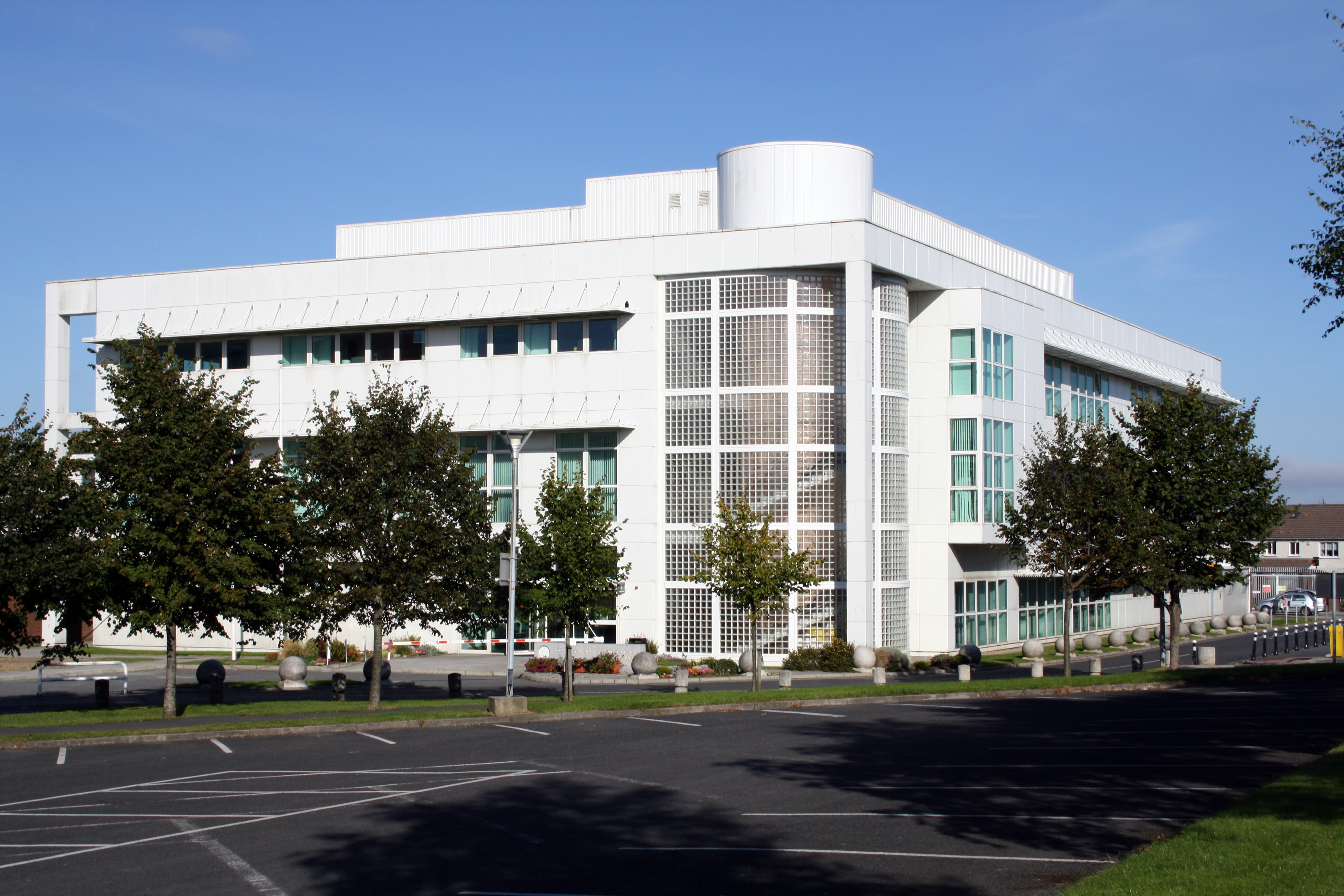
Trung tâm Dịch bệnh và Nghiên cứu RCSI tại Bệnh viện Beaumont, Dublin.

Ireland sở hữu một trong các hệ thống y tế phát triển nhất thế giới và các chuyên gia y tế được đào tạo với trình độ cao. Y tế tại Ireland được cung cấp từ cả khu vực công và tư. Bộ Y tế chịu trách nhiệm cho việc lập chính sách dịch vụ y tế tổng thể. Mỗi cư dân Ireland có quyền nhận được chăm sóc y tế thông qua hệ thống chăm sóc y tế công cộng, được cấp kinh phí từ tiền thuế. Mỗi cá nhân có thể phải trả một khoản phụ phí cho các chăm sóc y tế nhất định; nó tùy thuộc vào thu nhập, độ tuổi, bệnh tật hoặc tàn tật. Toàn bộ dịch vụ thai sản được cung cấp miễn phí, và cũng áp dụng miễn phí cho trẻ từ 6 tháng tuổi trở xuống. Chăm sóc cấp cứu phục vụ cho bệnh nhân hiện diện tại bệnh viện thuộc Cơ quan Cấp cứu, tuy nhiên, khách đến trong tình trạng không khẩn cấp và không được bác sĩ giới thiệu có thể phải trả phí.
Bất kỳ ai sở hữu thẻ bảo hiểm y tế châu Âu đều có quyền điều dưỡng và trị bệnh miễn phí trong các giường bệnh công thuộc Cơ quan Dịch vụ Y tế và các bệnh viện tình nguyện. Dịch vụ bệnh nhân ngoại trú cũng được cung cấp miễn phí. Tuy nhiên, đa số bệnh nhân có thu nhập từ trung bình trở lên được yêu cầu trả phí trợ cấp bệnh viện. Bảo hiểm y tế tư nhân hiện hữu đối với người muốn tận dụng nó.
Tuổi thọ dự tính trung bình tại Ireland vào năm 2012 là 81 năm (trung bình của OECD vào năm 2012 là 80 năm), với 78,2 năm đối với nam giới và 83,6 năm đối với nữ giới. Ireland có tỷ suất sinh cao nhất EU (16,8 ca sinh trên 1.000 cư dân, so với 10,7 của EU) và có tỷ suất tử vong trẻ sơ sinh rất thấp (3,5 trên 1.000 trẻ). Hệ thống y tế Ireland xếp hạng 13 trong số 34 quốc gia châu Âu vào năm 2012 theo Health Consumer Powerhouse.

### Giáo dục
Ireland có ba cấp giáo dục: tiểu học, trung học và đại học. Hệ thống giáo dục phần lớn nằm dưới chỉ đạo của Chính phủ thông qua Bộ Giáo dục và Kỹ năng. Các trường tiểu học và trung học được công nhận cần phải tuân theo chương trình giảng dạy do các cơ quan hữu quan lập ra. Giáo dục là điều bắt buộc đối với trẻ từ 6 đến 15 tuổi, và toàn bộ trẻ đến tuổi 18 cần phải hoàn thành ba năm đầu trung học, bao gồm một lần kiểm tra chứng chỉ sơ cấp (Junior Certificate).
Ireland có khoảng 3.300 trường tiểu học. Đại đa số (92%) nằm dưới sự bảo trợ của Giáo hội Công giáo. Trường học do các tổ chức tôn giáo điều hành, song nhận được kinh phí và được công nhận, và không thể kỳ thị học sinh dựa trên tôn giáo. Tồn tại một hệ thống ưu đãi được phê chuẩn, tại đó học sinh của một tôn giáo cụ thể có thể được ưu tiên tiếp nhận so với học sinh không chia sẻ đặc điểm chung của trường, trong trường hợp chỉ tiêu của trường đã đủ.
Bằng tốt nghiệp đạt được sau hai năm học, vào kỳ khảo thí cuối cùng trong hệ thống trung học. Những người có mục đích học tập bậc đại học thường tham gia kỳ thi này, theo đó việc tuyển sinh bậc đại học thường dựa vào kết quả đạt được từ sáu môn có kết quả tốt nhất, dựa trên cơ sở cạnh tranh.
Chương trình đánh giá học sinh quốc tế (PISA) hợp tác với OECD xếp học sinh Ireland là có điểm đọc hiểu cao thứ tư, điểm khoa học cao thứ chín và điểm toán học cao thứ 13 trong số các quốc gia OECD, theo đánh giá năm 2012 của họ Năm 2012, học sinh Ireland 15 tuổi xếp thứ hai về đọc hiểu trong EU. Giáo dục bậc tiểu học, trung học và đại học tại Ireland miễn phí đối với mọi công dân EU. Tổng cộng, 37% dân số Ireland có bằng đại học hoặc cao đẳng, nằm vào hàng cao nhất trên thế giới (năm 2012).

### Tôn giáo
| Tôn giáo tại Cộng hòa Ireland | Tôn giáo tại Cộng hòa Ireland | Tôn giáo tại Cộng hòa Ireland | Tôn giáo tại Cộng hòa Ireland | Tôn giáo tại Cộng hòa Ireland |
| ----------------------------- | ----------------------------- | ----------------------------- | ----------------------------- | ----------------------------- |
| Tôn giáo                      | Tôn giáo                      |                               | Tỷ lệ                         | Tỷ lệ                         |
| Công giáo La Mã               | Công giáo La Mã               |                               | 78.3%                         | 78.3%                         |
| Không tôn giáo                | Không tôn giáo                |                               | 10.1%                         | 10.1%                         |
| Kháng Cách                    | Kháng Cách                    |                               | 4.2%                          | 4.2%                          |
| Hồi giáo                      | Hồi giáo                      |                               | 1.3%                          | 1.3%                          |
| Khác                          | Khác                          |                               | 6.1%                          | 6.1%                          |

Tự do tôn giáo được quy định trong hiến pháp tại Ireland. Cơ Đốc giáo là tôn giáo chiếm ưu thế, và mặc dù Ireland vẫn là một quốc gia do Công giáo La Mã chi phối, song tỷ lệ người tự nhận là tín đồ giáo phái này giảm nhiều từ mức 84,2% theo điều tra vào năm 2011 xuống còn 78,3% theo điều tra vào năm 2016. Các kết quả khác trong điều tra năm 2016 là: 4,2% là tín đồ Tin Lành, 1,3% là tín đồ Hồi giáo, và 9,8% không theo tôn giáo. Theo một nghiên cứu của Đại học Georgetown, trước năm 2000 Ireland nằm vào hàng quốc gia có tỷ lệ tham dự Thánh lễ thường lệ cao nhất trong thế giới phương Tây. Tỷ lệ tham dự hàng ngày là 13% vào năm 2006, còn tỷ lệ tham gia hàng tuần giảm từ 81% vào năm 1990 xuống 48% vào năm 2006, song sự suy giảm được tường thuật là ổn định. Năm 2011, theo tường thuật tỷ lệ tham dự Thánh lễ hàng tuần tại Dublin là dưới 18%, và còn thấp hơn nữa trong thế hệ trẻ.
Giáo hội Ireland thuộc Anh giáo là giáo phái Cơ Đốc lớn thứ nhì, thành viên của giáo phái này suy giảm trong suốt thế kỷ XX, song lại tăng lên vào đầu thế kỷ XXI. Các giáo phái Tin Lành đáng kể khác là Giáo hội Trưởng Lão và Giáo hội Giám Lý. Các di dân góp phần vào tăng trưởng tín đồ Ấn Độ giáo và Hồi giáo. Xét theo tỷ lệ, Chính Thống giáo và Hồi giáo là các tôn giáo phát triển nhanh nhất.
Các thánh bảo trợ của Ireland là Thánh Patrick, Thánh Bridget và Thánh Columba, trong đó chỉ có Thánh Patrick được công nhận phổ biến. Ngày Thánh Patrick được tổ chức vào 17 tháng 3 tại Ireland và hải ngoại với tư cách ngày quốc khánh Ireland, có các cuộc diễu hành và kỷ niệm khác.

## Văn hóa
Văn hóa Ireland trong nhiều thế kỷ chủ yếu là văn hóa Gael, và duy trì là một trong sáu quốc gia Celt chính. Sau khi người Anh-Norman xâm chiếm vào thế kỷ XII, tiếp đến là công cuộc chinh phục và thuộc địa hóa của người Anh, Ireland chịu ảnh hưởng từ văn hóa Anh và Scotland. sau đó văn hóa Ireland dù có khác biệt về nhiều mặt song chia sẻ các đặc điểm với khối Anh ngữ, châu Âu Công giáo, và các khu vực Celt khác. Cộng đồng người Ireland hải ngoại là một trong các cộng đồng tha hương lớn nhất và phân tán nhất thế giới, họ có đóng góp trong việc toàn cầu hóa văn hóa Ireland, sản sinh nhiều nhân vật nổi bật trong nghệ thuật, âm nhạc và khoa học.
Nhà nước Ireland chia sẻ nhiều biểu trưng với đảo Ireland, bao gồm các màu lục và lam, các động vật như chó săn Ireland và hươu, các kiến trúc như tháp tròn và thánh giá Celt, các thiết kế như trang trí dây bện Celt và xoắn ốc. Shamrock là một loại cỏ ba lá trở thành biểu trưng quốc gia cho Ireland từ thế kỷ XVII khi việc mang theo nó là một tượng trưng của ngày Thánh Patrick. Các biểu trưng này được các thể chế nhà nước và tư nhân sử dụng.

### Văn học

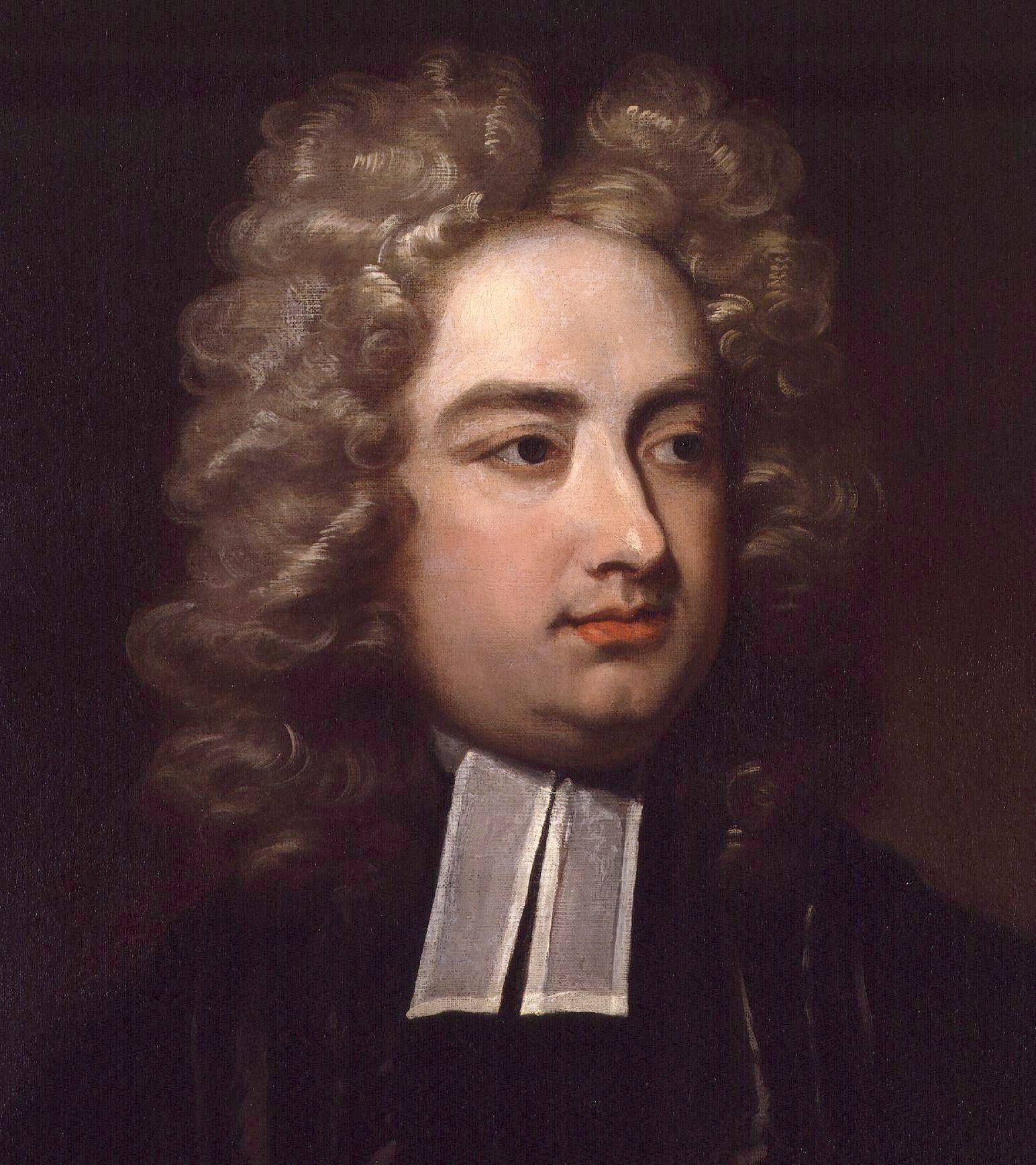
Jonathan Swift (1667–1745)

Ireland có đóng góp đáng kể cho văn học thế giới bằng cả tiếng Anh và Ireland. Tiểu thuyết Ireland hiện đại bắt đầu khi phát hành tác phẩm Gulliver du kí của Jonathan Swift vào năm 1726. Các nhà văn quan trọng khác trong thế kỷ XVIII gồm Laurence Sterne với The Life and Opinions of Tristram Shandy, Gentleman và Oliver Goldsmith với The Vicar of Wakefield. Một số tiểu thuyết gia Ireland nổi tiếng trong thế kỷ XIX là Maria Edgeworth, John Banim, Gerald Griffin, Charles Kickham, William Carleton, George Moore, và Somerville cùng Ross. Bram Stoker được biết đến nhiều nhất với tiểu thuyết Dracula năm 1897.
James Joyce phát hành tác phẩm nổi tiếng nhất của mình là Ulysses vào năm 1922 tại Dublin. Edith Somerville tiếp tục sáng tác sau khi đối tác của bà là Martin Ross từ trần vào năm 1915. Annie M. P. Smithson nằm trong số vài tác giả phục vụ cho người hâm mộ tiểu thuyết lãng mạn trong thập niên 1920 và 1930. Sau Chiến tranh thế giới thứ hai, các tiểu thuyết nổi tiếng thuộc về một số tác giả như Brian O'Nolan với bút danh Flann O'Brien, Elizabeth Bowen, và Kate O'Brien. Trong những thập niên cuối của thế kỷ XX, Edna O'Brien, John McGahern, Maeve Binchy, Joseph O'Connor, Roddy Doyle, Colm Tóibín và John Banville trở thành các tiểu thuyết gia tiên phong.
Patricia Lynch có nhiều tác phẩm dành cho thiếu nhi, còn Eoin Colfer đặc biệt thành công về thể loại này trong những năm gần đây. Truyện ngắn là thể loại được nhiều nhà văn Ireland ưa chuộng, các nhân vật nổi tiếng nhất bao gồm Seán Ó Faoláin, Frank O'Connor và William Trevor. Các nhà thơ Ireland có tên tuổi bao gồm Patrick Kavanagh, Thomas McCarthy, Dermot Bolger, William Butler Yeats và Seamus Heaney. Các nhà văn nổi bật viết bằng tiếng Ireland là Pádraic Ó Conaire, Máirtín Ó Cadhain, Séamus Ó Grianna và Nuala Ní Dhomhnaill.
Lịch sử sân khấu Ireland bắt đầu khi người Anh mở rộng quyền cai trị tại Dublin vào đầu thế kỷ XVII, và kể từ đó Ireland có đóng góp đáng kể cho nghệ thuật kịch Anh. Vào lúc ban đầu, tác phẩm sân khấu tại Ireland có khuynh hướng phục vụ mục đích chính trị, song khi có thêm nhiều sân khấu khánh thành và khán giả phổ thông tăng lên thì sân khấu trở nên đa dạng hơn. Nhiều sân khấu tại Dublin liên kết với đồng nghiệp tại Luân Đôn, và các tác phẩm của Anh thường xuyên xuất hiện trên sân khấu Ireland. Tuy nhiên, hầu hết nhà soạn kịch Ireland ra nước ngoài để khẳng định bản thân. Trong thế kỷ XVIII, Oliver Goldsmith và Richard Brinsley Sheridan là hai trong số các nhà soạn kịch thành công nhất trên sân khấu Luân Đôn. Vào lúc khởi đầu thế kỷ XX, bắt đầu xuất hiện các công ty sân khấu dành riêng cho biểu diễn các vở kịch Ireland và phát triển các nhà văn, đạo diễn và diễn viên, tạo điều kiện cho nhiều nhà soạn kịch Ireland trau dồi nghề nghiệp và khẳng định danh tiếng tại Ireland thay vì tại Anh hay Mỹ. Tiếp bước các soạn giả được tôn vinh như Oscar Wilde, George Bernard Shaw (1925), Samuel Beckett (1969), các nhà soạn kịch Seán O'Casey, Brian Friel, Sebastian Barry, Brendan Behan, Conor McPherson và Billy Roche đạt được thành công đại chúng. Trong số các nhà soạn kịch Ireland khác trong thế kỷ XX, còn phải kể đến Denis Johnston, Thomas Kilroy, Tom Murphy, Hugh Leonard, Frank McGuinness, và John B. Keane.

### Âm nhạc và vũ đạo
Âm nhạc truyền thống Ireland vẫn đầy sinh lực, bất chấp thế lực văn hóa toàn cầu hóa, và duy trì nhiều khía cạnh truyền thống. Nó gây ảnh hưởng đến nhiều thể loại âm nhạc như nhạc đồng quê Mỹ, và trên mức độ nhất định là đến rock hiện đại. Nó đôi khi được pha trộn với các phong cách như rock and roll và punk rock. Ireland cũng sản sinh các nghệ sĩ nổi tiếng quốc tế trong các thể loại khác, như rock, pop, jazz, và blues.
Tồn tại một số đoàn nhạc cổ điển khắp Ireland, như RTÉ Performing Groups. Ireland còn có ba tổ chức opera. Opera Ireland sản xuất các vở nhạc kịch quy mô lớn tại Dublin, Opera Theatre Company lưu diễn nhạc kịch phong cách thính phòng khắp đất nước, và Lễ hội Opera Wexford thường niên được tổ chức vào tháng 10 và 11.
Ireland tham gia cuộc thi ca hát Eurovision từ năm 1965. Ireland lần đầu giành chiến thắng vào năm 1970, khi Dana đoạt giải nhất với bài All Kinds of Everything. Ireland sau đó còn chiến thắng thêm nhiều lần nữa, và là quốc gia chiến thắng nhiều lần nhất. Riverdance bắt nguồn từ một màn trình diễn cắt quãng trong cuộc thi năm 1994.
Vũ đạo Ireland có thể phân chia một cách đại thể thành vũ đạo xã giao và vũ đạo trình diễn. Vũ đạo xã giao Ireland có thể phân thành céilí và nhảy nhóm. Nhảy nhóm kiểu Ireland có bốn cặp xếp theo hình vuông, còn nhảy céilí tạo hình của các cặp từ 2 đến 16 người. Tồn tại nhiều khác biệt về phong cách giữa hai thể loại. Vũ đạo xã giao Ireland là một truyền thống sống động, có các điệu nhảy khác nhau trên khắp đất nước. Tại một số nơi vũ đạo được cố ý cải biên và các vũ đạo mới được sáng tạo. Vũ đạo trình diễn được gọi theo truyền thống là stepdance. Stepdance Ireland phổ biến nhờ biểu diễn Riverdance, nổi tiếng vì di chuyển chân nhanh, còn thân và tay phần lớn là giữ yên. Stepdance đơn có đặc điểm chung là kiểm soát song không cứng nhắc phần thân trên, tay thẳng và có các động tác bàn chân nhanh và chính xác. Vũ đạo đơn có thể dùng "giày mềm" hoặc "giày cứng".

### Kiến trúc

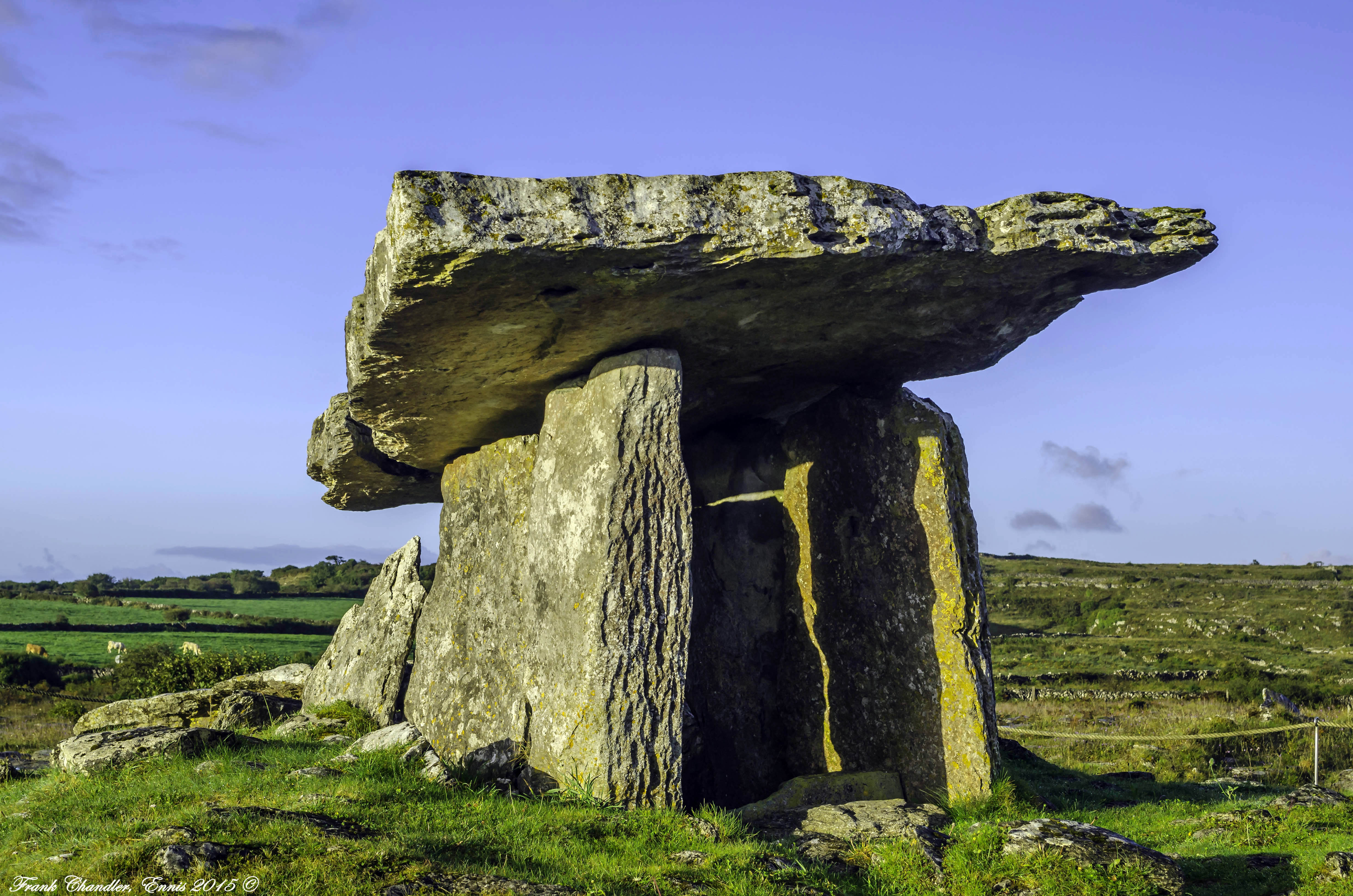
Mộ đá Poulnabrone tại hạt Clare được dựng trong thời kỳ đồ đá mới.

Ireland có nhiều công trình kiến trúc, tồn tại dưới nhiều tình trạng bảo tồn từ thời đồ đá mới, như mộ đá Poulnabrone, đá Castlestrange, đá Turoe, và vòng đá Drombeg. Do người La Mã chưa từng chinh phục Ireland, nên kiến trúc có nguồn gốc Hy-La cực kỳ hiếm. Thay vào đó, quốc gia này có một giai đoạn kéo dài của kiến trúc thời kỳ đồ sắt. Các tháp tròn Ireland bắt đầu vào thời sơ kỳ Trung Cổ.
Cơ Đốc giáo đưa đến các tòa nhà tu viện đơn giản, như Clonmacnoise, Skellig Michael và Scattery Island. Có một điểm tương đồng đáng chú ý về phong cách giữa các tu viện kép này với các tu viện phái Copt của Ai Cập. Các quốc vương và quý tộc Gael ở trong các pháo đài hình tròn hoặc crannóg. Các cải cách giáo hội trong thế kỷ XII thông qua Dòng Xitô thúc đẩy ảnh hưởng từ châu Âu lục địa, với các tu viện theo phong cách kiến trúc Roman như Mellifont, Boyle và Tintern. Các khu định cư Gael hạn chế trong các đô thị nguyên thủy kiểu tu viện như Kells. Các khu định cư đô thị quy mô đáng kể chỉ phát triển sau thời kỳ người Viking xâm chiếm.
Người Anh-Norman xây lên các lâu đài vào cuối thế kỷ XII, như Lâu đài Dublin và Lâu đài Kilkenny, và đem tới khái niệm về đô thị mậu dịch có tường bao được quy hoạch, các đô thị này đạt được vị thế pháp lý và một số quyền lợi theo hiến chương. Các hiến chương này quản lý cụ thể thiết kế các đô thị. Hai làn sóng hình thành các đô thị có quy hoạch diễn ra sau đó, lần đầu là các đô thị đồn điền vào thế kỷ XVI và XVII nhằm phục vụ quốc vương của Anh đàn áp khởi nghĩa địa phương, tiếp đến là các đô thị địa chủ thế kỷ XVIII. Các đô thị quy hoạch do người Norman lập nên còn tồn tại đến nay là Drogheda và Youghal; các đô thị đồn điền có Portlaoise và Portarlington; các đô thị quy hoạch trong thế kỷ XVIII được bảo tồn tốt gồm có Westport và Ballinasloe.
Các nhà thờ lớn theo kiến trúc Gothic như St Patrick là do người Norman đem tới. Dòng Phan Sinh chi phối trong chỉ đạo các tu viện cho đến hậu kỳ Trung Cổ, trong khi các tòa tháp thanh lịch như Lâu đài Bunratty được quý tộc Gael và Norman xây dựng. Nhiều tòa nhà tôn giáo bị đổ nát khi Quốc vương Henry VIII cho giải thể các tu viện. Sau khi chế độ quân chủ khôi phục tại Anh, kiến trúc Palladio và rococo xuất hiện khắp Ireland, đặc biệt là biệt thự thôn quê, trong đó Tòa nhà Nghị viện là quan trọng nhất.
Các phong cách tân cổ điển và George phồn thịnh tại Ireland, đặc biệt là tại Dublin với các công trình như The Custom House, Four Courts, General Post Office và King's Inns. Các nhà phố kiểu George sản sinh các con phố có nét độc đáo, đặc biệt là tại Dublin, Limerick và Cork. Sau khi triều đình Anh giải phóng cho Công giáo, xuất hiện các nhà thờ chịu ảnh hưởng của kiến trúc Phục hưng Gothic của Pháp như St Colman và St Finbarre. Nhà mái tranh tồn tại từ lâu tại Ireland, và hiện nay chúng được cho là có vẻ đẹp kỳ lạ.
Khởi đầu với nhà thờ theo phong cách Art Deco tại Turner's Cross vào năm 1927, kiến trúc Ireland từ đó đi theo xu hướng quốc tế hướng đến các phong cách tòa nhà hiện đại và bóng mượt. Các phát triển kiến trúc gần đây bao gồm cải tạo khu Ballymun và mở rộng đô thị Dublin tại Adamstown. Từ khi thành lập Cơ quan phát triển Dublin Docklands vào năm 1997, Dublin Docklands trải qua tái thiết quy mô lớn, bao gồm xây dựng Trung tâm Hội nghị Dublin và Nhà hát Grand Canal. Tháp The Elysian tại Cork hoàn thành vào năm 2008, là tòa nhà tầng có chiều cao lớn nhất tại Cộng hòa Ireland với 71 mét (233 foot). Viện Hoàng gia về Kiến trúc Ireland quy định thực tiễn kiến trúc tại Cộng hòa Ireland.

### Truyền thông
Raidió Teilifís Éireann (RTÉ) là cơ quan phát sóng công cộng của Ireland, lấy kinh phí từ phí giấy phép truyền hình và quảng cáo. RTÉ vận hành hai kênh truyền hình quốc gia là RTÉ One và RTÉ Two. Các kênh truyền hình quốc gia độc lập khác là TV3, 3e, UTV Ireland và TG4, trong đó TG4 phát sóng bằng tiếng Ireland. Toàn bộ các kênh này hiện diện trên dịch vụ kỹ thuật số mặt đất miễn phí quốc gia mang tên Saorview. Ngoài ra, còn có các kênh như RTÉ News Now, RTÉjr, và RTÉ One +1. Các nhà cung cấp truyền hình trả tiền hoạt động tại Ireland bao gồm Virgin Media và Sky.
Được Ban Điện ảnh Ireland giúp đỡ, công nghiệp điện ảnh Ireland phát triển đáng kể từ thập niên 1990, với việc xúc tiến các phim bản địa cũng như thu hút các tác phẩm quốc tế như Trái tim dũng cảm và Giải cứu binh nhì Ryan.
Một lượng lớn đài phát thanh khu vực và địa phương tồn tại ở vùng thôn quê. Một nghiên cứu cho thấy rằng 85% người trưởng thành nghe hỗn hợp các đài quốc gia, khu vực và địa phương ở mức độ hàng ngày. RTÉ Radio vận hành bốn kênh phát thanh quốc gia là Radio 1, 2fm, Lyric fm, và RnaG. Đài cũng điều hành bốn kênh phát thanh DAB quốc gia. Ngoài ra, còn có hai đài phát thanh quốc gia độc lập là Today FM và Newstalk.
Ireland có ngành truyền thông xuất bản có tính cạnh tranh từ xưa, gồm các nhật báo quốc gia và tuần báo khu vực, cũng như các phiên bản Chủ Nhật quốc gia. Sức mạnh của truyền thông Anh Quốc là một điểm đặc trưng của nền truyền thông xuất bản Ireland do có thể lựa chọn đọc nhiều báo chí của Anh.
Eurostat tường thuật rằng 82% hộ gia đình Ireland truy cập internet vào năm 2013, trong khi mức bình quân của EU là 79%.

### Ẩm thực
Ẩm thực Ireland theo truyền thống dựa trên sản phẩm thịt và bơ sữa, bổ sung rau và hải sản. Một số món ăn Ireland nổi tiếng là boxty, colcannon, coddle, stew, thịt muối cải bắp. Ireland nổi tiếng vì bữa sáng đầy đủ gồm thịt muối, trứng, xúc xích, pudding, và cà chua chiên. Ngoài ảnh hưởng đáng kể từ các món ăn châu Âu và quốc tế, gần đây còn nổi lên một nền ẩm thực Ireland mới dựa trên các nguyên liệu truyền thống được xử lý theo nhiều cách. Nền ẩm thực này dựa trên rau tươi, cá, hàu, trai, và các loài sò ốc khác, và các loại pho mát thủ công đa dạng nay được sản xuất khắp đất nước. Các loài sò ốc ngày càng phổ biến, đặc biệt là do tại duyên hải có các loại sò ốc chất lượng cao. Loại cá phổ biến nhất là cá hồi và cá tuyết. Loại bánh mì truyền thống là bánh mì soda, còn barmbrack là một loại bánh mì lên men có thêm nho.
Các loại đồ uống hàng ngày phổ biến của người Ireland là trà và cà phê. Các đồ uống có cồn có liên hệ đến Ireland gồm có Poitín và Guinness nổi tiếng thế giới, một loại rượu nâu nặng khởi nguồn từ nhà máy bia của Arthur Guinness tại Dublin. Whiskey Ireland cũng phổ biến khắp đất nước, và có nhiều dạng như mạch nha đơn, ngũ cốc đơn, và pha trộn.

### Thể thao

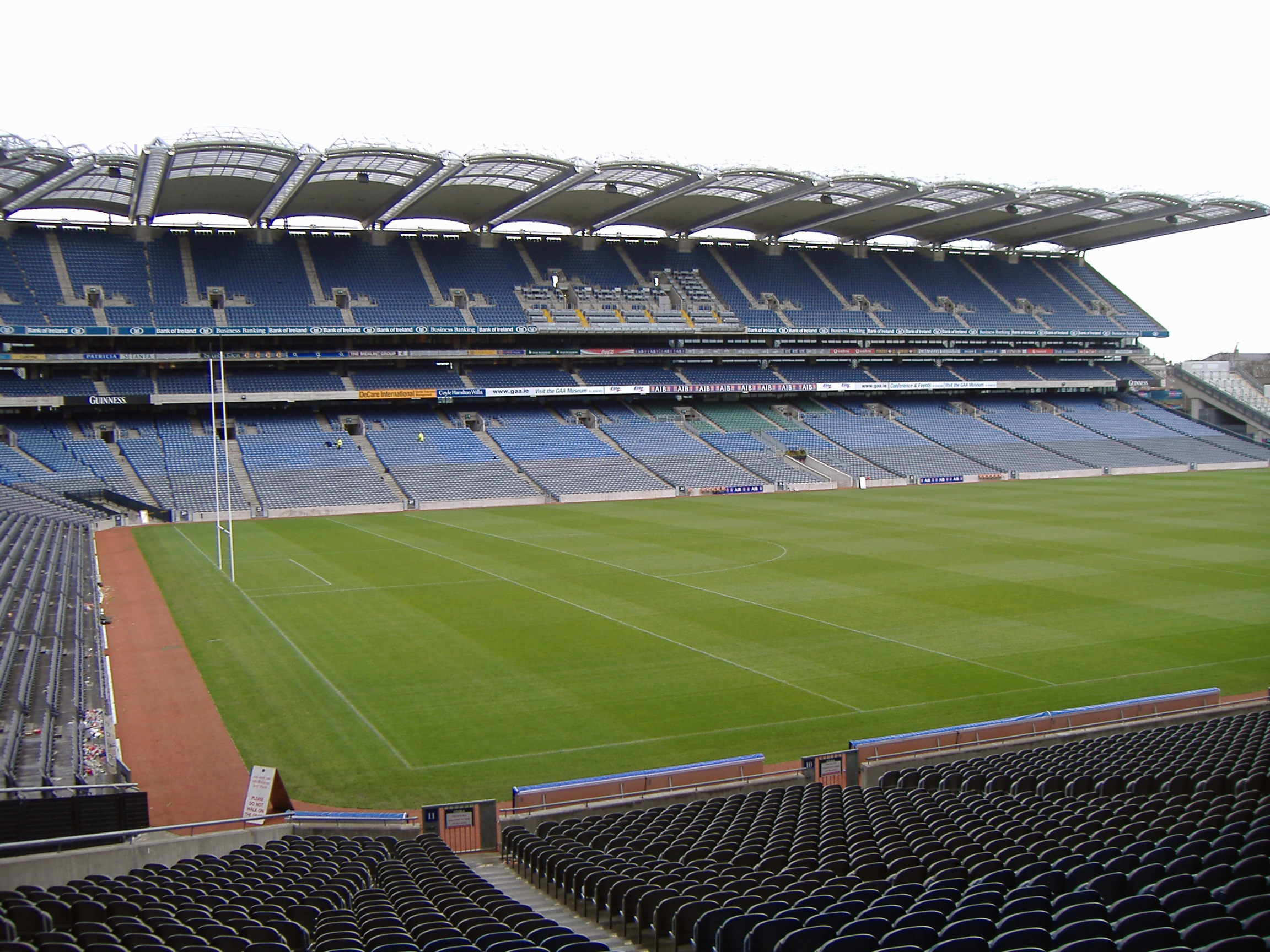
Sân vận động Croke Park là trụ sở của Hiệp hội Thể thao Gael.

Bóng đá Gael và hurling là các môn thể thao truyền thống của Ireland, và cũng là các môn có khán giả đông nhất. Chúng chịu sự quản lý từ Hiệp hội Thể thao Gael có thẩm quyền trên toàn đảo. Các môn thể thao Gael khác cũng chịu sự quản lý của hiệp hội là bóng ném Gael và rounders.
Bóng đá là môn có khán giả đông thứ ba và là môn có mức độ tham gia cao nhất. Mặc dù Giải Liên đoàn Ireland là giải đấu quốc gia, song Giải Ngoại hạng Anh là giải đấu phổ biến nhất đối với công chúng. Đội tuyển bóng đá quốc gia Cộng hòa Ireland nằm dưới quyền quản lý của Hiệp hội bóng đá Ireland.
Liên đoàn bóng rugby Ireland là thể chế quản lý môn rugby liên hiệp, tại cấp địa phương và quốc tế trên cơ sở toàn đảo Ireland, và sản sinh các cầu thủ như Brian O'Driscoll và Ronan O'Gara, họ cùng đội tuyển giành được Grand Slam vào năm 2009. Rugby liên minh nằm dưới quyền quản lý của Liên đoàn rugby Ireland trên cơ sở toàn đảo Ireland. Ireland từng vào đến tứ kết giải vô địch rugby liên minh thế giới năm 2000 vào đến bán kết tại giải này vào năm 2008.
Thành công của Đội tuyển cricket Ireland tại giải vô địch thế giới năm 2007 khiến công chúng gia tăng quan tâm đến môn thể thao này, môn này nằm dưới quyền quản lý của Cricket Ireland trên cơ sở toàn đảo Ireland.
Golf cũng là môn thể thao phổ biến tại Ireland, với trên 300 sân tại vùng thôn quê. Quốc gia này sản sinh nhiều vận động viên golf thành công quốc tế như Pádraig Harrington và Paul McGinley.
Đua ngựa có mức độ hiện diện rất lớn tại Ireland, có hoạt động gây giống và thi đấu vào hàng có ảnh hưởng nhất. Đua ngựa diễn ra tại Trường đua The Curragh tại hạt Kildare và tại Trường đua Leopardstown. Quyền Anh là môn thể thao thành công nhất của Ireland ở cấp độ Thế vận hội, nằm dưới quyền quản lý của Hiệp hội quyền Anh nghiệp dư Ireland trên cơ sở toàn đảo Ireland. Môn thể thao này được phổ biến nhờ thành công quốc tế của các vận động viên như Bernard Dunne, Andy Lee và Katie Taylor.
Một số vận động viên điền kinh Ireland đạt thành tích cao từng tham dự Thế vận hội là Eamonn Coghlan và Sonia O'Sullivan. Giải Marathon Dublin và Marathon nữ ngắn Dublin được tổ chức thường niên, là hai trong số các sự kiện điền kinh phổ biến nhất nước.